# AC米兰
米蘭足球俱樂部（義大利語：Associazione Calcio Milan）是一家位於義大利北部倫巴第大區米蘭市的足球俱乐部。為了和同在米蘭的另一家足球俱樂部國際米蘭區別，一般被稱為AC米蘭或米蘭，目前於義大利足球甲级联赛比賽。
AC米蘭是意大利最受欢迎的足球俱樂部之一，根據2010年德國著名體育市場調查公司Sport+Markt的調查，AC米兰的球迷人數名列歐洲第七位，達到1840萬人，是歐洲最受歡迎的意大利球會。
AC米蘭是全世界獲得主要洲际和大洲俱樂部賽事冠軍的球隊之一（总共18次），包括7次歐洲冠軍杯冠軍、5次歐洲超級杯冠軍、2次欧洲优胜者杯冠军和4次洲際盃和世俱杯冠軍。在意大利國內AC米蘭總共獲得過19次意甲聯賽冠軍，2次意乙聯賽冠軍，5次杯賽冠軍和8次意大利超級盃冠军。

## 球队历史

### 漫长黑夜，第一次低谷（1908年-1949年）

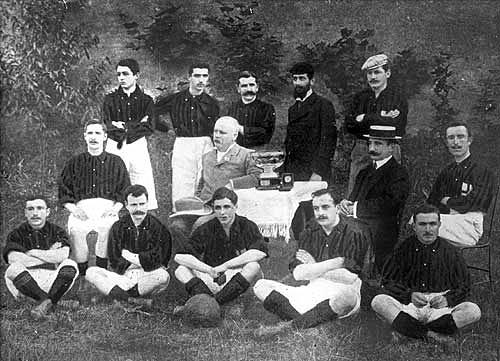
AC Milan (1901)

1908年，部分瑞士和意大利替补球员因为不满意大利人在俱乐部中的统治地位而导致了AC米兰的分裂，从而衍生出一个新的俱乐部国际米兰。
从这年开始，虽然AC米兰在多数的赛季都排名前四，但他们在长达44年的时间里竟然未能获得一次联赛冠军。于此期间，俱乐部的名称经历了几次变动，1946年最终改为现在的Associazione Calcio Milan（米兰足球俱乐部）。

### 瑞典三驾马车，第一次复兴（1950年-1979年）

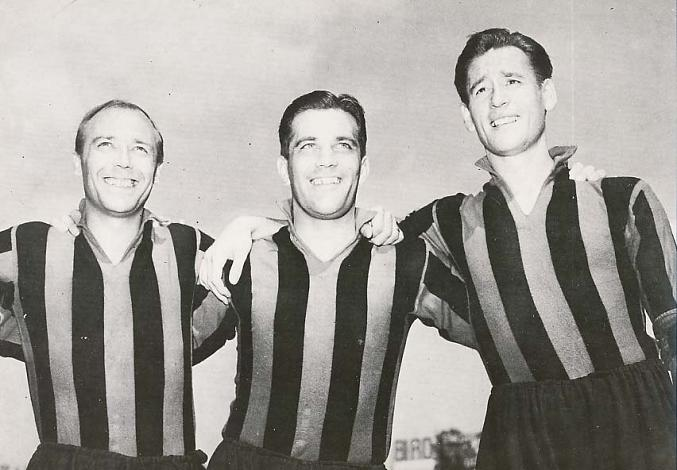
格伦, 诺达尔, 利德霍尔姆 (1949)

1949年，天才球员贡纳尔·努达尔的加盟标志着AC米兰开始走向复兴，他在1949-50赛季出场的37场比赛中打入了35粒进球，成为当年的最佳射手。这项单赛季意甲进球纪录，至今无人打破。
诺达尔与随后加盟米兰的同胞尼尔斯·利德霍尔姆（Nils Liedholm）以及冈纳·格伦（Gunnar Gren）一起组成了瑞典三驾马车，开创了米兰第一个辉煌时代。该赛季，AC米兰最终以38战27胜3平8负积84分，5分之差屈居尤文图斯之后获得亚军。
第二年，AC米兰终于夺回了失落44年的联赛冠军。此后，他们又于1954-55、1956-57、1958-59赛季三夺联赛冠军。
在欧洲赛场，1955-56赛季，AC米兰第一次参加了欧洲冠军杯的比赛，在半决赛中以两回合2：4、2：1，总比分4：5输给了最终的冠军皇家马德里。
1963年5月22日，AC米兰在伦敦温布利球场以2：1击败葡萄牙的本菲卡，首次夺得欧洲冠军杯。
1969年，AC米兰在马德里4：1击败，又一次夺欧洲冠军杯。

### 跌落乙级，第二次低谷（1980年-1986年）
随着詹尼·里维拉（Gianni Rivera）的退役，八十年代初的AC米蘭又一次陷入了低潮。
1980年，尽管当赛季获得联赛第三名的成绩，但由于涉嫌赌球和操纵比赛而被强制降入乙级联赛，俱乐部主席菲利切·科隆波（Felice Colombo）也被终身停职。
次年，米蘭虽然以乙级联赛第一名的身份返回甲级，但是已经元气大伤。他們在1981-82年意甲联赛最后一轮的最后伤停补时阶段，被热那亚队取得一个进球，从而再次掉入乙级，也是AC米兰历史上仅有的两次缺席意甲的经历。

### 荷兰三剑客，米兰王朝（1987年-1996年）

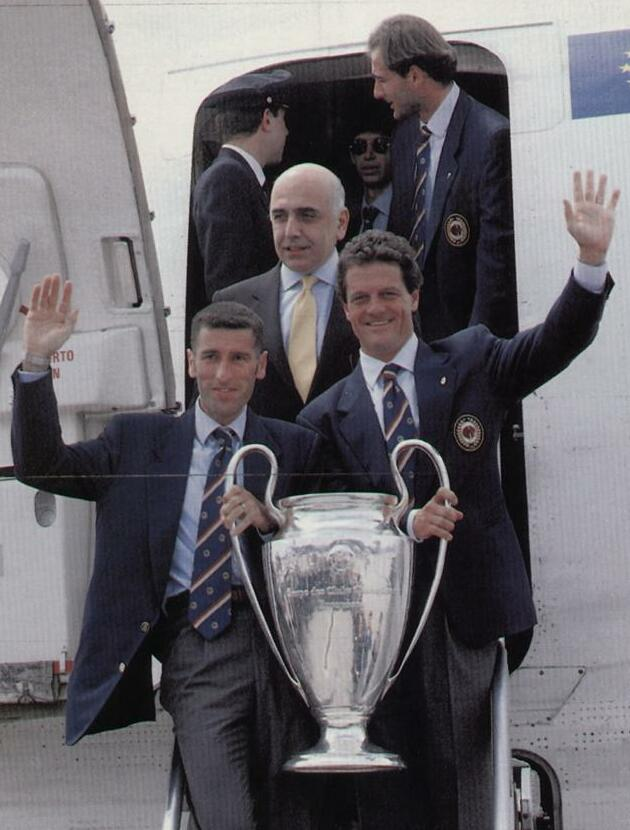
1993–94年欧洲冠军联赛

1986年，傳媒大亨贝卢斯科尼收購球隊和擔任俱乐部主席后，決意要把AC米蘭建立成一支世界上最強大的球會。
他先一掷千金地先后引进了、和，然后又大胆提拔当时还是名不见经传、但战术思想先进的艾列高·沙基执掌米兰教鞭，結果如愿以偿地开创了一个“米兰王朝”。
在引进荷兰球星后的当赛季就力压率领的那不勒斯获得冠军。接下来的冠军杯比赛，凭借着荷兰三剑客的出色发挥，AC米兰于半决赛5：0大胜皇家马德里。5月24日的决赛又以4：0击败布加勒斯特星，第3次夺得欧洲冠军杯。次年的决赛1：0战胜本菲卡，成功卫冕，成为近二十年来唯一一次卫冕欧洲冠军杯的球队。
在欧洲赛场不断创造佳绩的同時，贝卢斯科尼不甘于国内联赛一直屈居于那不勒斯、国际米兰的局面，因而辞退了萨基的主教练职务，提拔同样在当时默默无闻的米兰青年队教练（Fabio Capello）執掌AC米蘭。
后来的事实证明，这是米兰主席的又一次慧眼识珠，而卡佩罗也逐渐成长为一位冠军教练。换帅后的AC米兰在接下来的三个赛季中取得了三连冠，五年内四夺联赛冠军，并且创造了连续58轮不败的意甲纪录。
三剑客离开后，1994年5月18日，AC米兰在雅典4：0大胜巴塞罗那，第5次举起欧洲冠军杯（歐冠史上第4支完成封盃的球隊），成为当之无愧的足坛“梦之队”。1994年世界杯足球赛意大利队阵容之中，有多达7名AC米兰球员，后防线四名主力后卫更是全部来自米兰，时任主教练萨基也是米兰的功勋教练。

### 重陷低谷，百年夺冠（1997年-1999年）
随着巴雷西的退役，球队老化的阵容也进入青黃不接的阶段，加上俱乐部主席贝鲁斯科尼赴政坛发展，对俱乐部关心不够。
1996-97和1997-98年球季AC米兰在联赛只得第十一名和第十名成績。同時，球隊買入的球員又多不合队伍打法，不太成功，如德國國家隊守門員、後衛等。
1998－1999赛季球队雖然重获联赛冠军，但是僅以一分之优势獲得，之後成績已無以為繼。
AC米兰百年华诞最好的礼物就是基辅迪纳摩1998-99欧冠金靴10球无点球，当年金球第三的乌克兰天才球星的加盟。
舍甫琴科不负众望，刚登陆意甲没有适应期，立刻融入，以联赛24球荣膺意甲金靴，也成为AC米兰百年历史上首位处子赛季就获得金靴的外籍球员，同時成为AC米兰新世纪王朝的奠基人。

### 新世纪的中兴王朝（1999年-2007年）

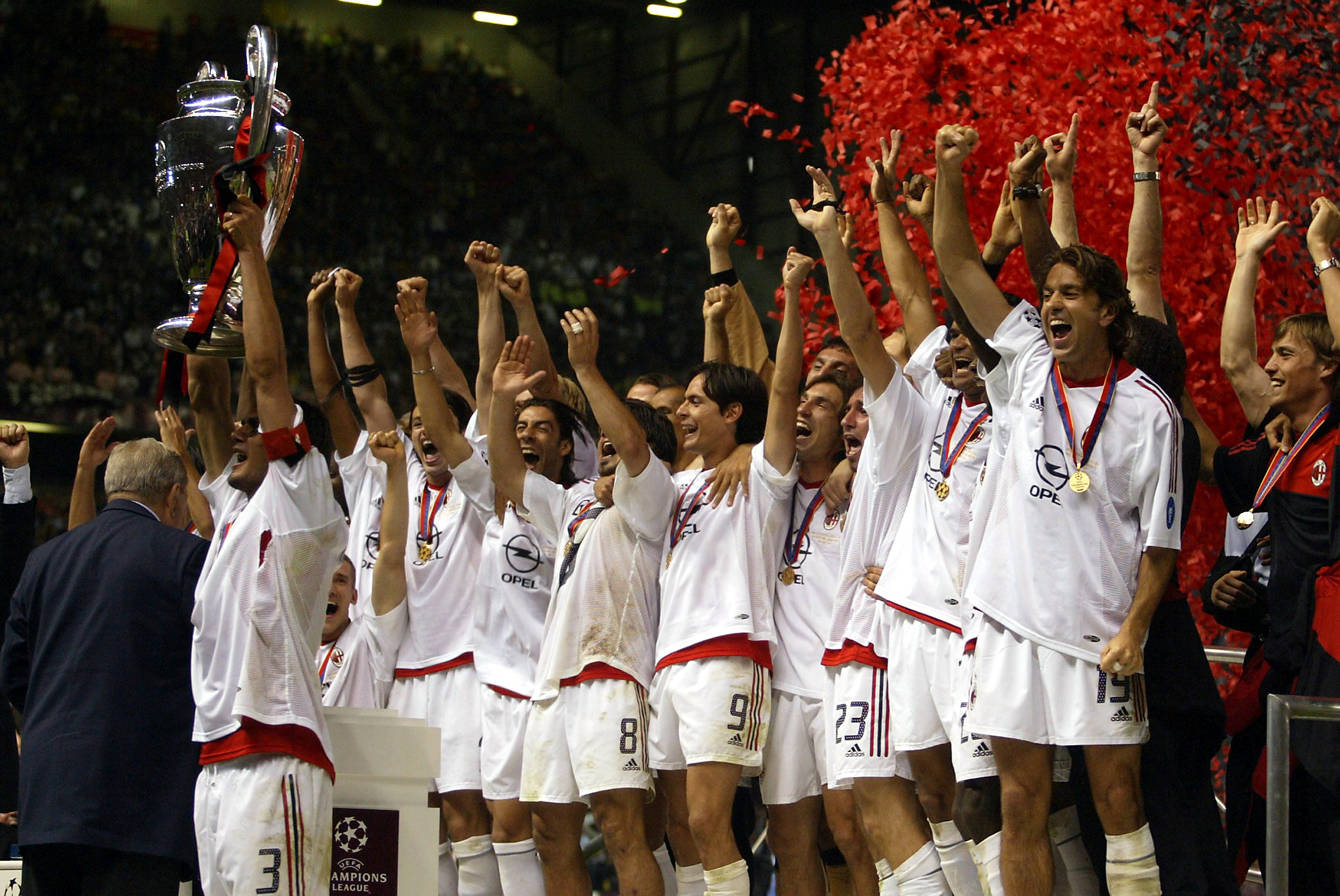
2002–03年歐洲冠軍聯賽

1999-2001期间维阿，博班等大龄球员转会，退役，阵容却一直没有换血补强，人员持续老化，阵容单薄无以为继。於是，米蘭从2001年开始球队陆续收购了、等知名球员。
2001年5月11日，2000-01赛季意甲联赛第30轮的一场焦点对决米兰德比在圣西罗上演。赛前AC米兰并不被看好，主帅扎切罗尼下课，接任的老马尔蒂尼对阵容进行了调整，比埃尔霍夫坐上看台，科曼迪尼和舍甫琴科搭档锋线。
在人员配置上，塔尔德利执教的国际米兰明显更胜一筹，但AC米兰却在低谷中上演了一场荡气回肠的胜利；舍甫琴科梅开二度，帮助AC米兰6-0大胜国际米兰，打破了米兰连续六年在米兰德比不胜的魔咒，时至今日，这依然是米兰德比的最大比分。在安切洛蒂接任了成为教练，当赛季取得联赛第四名，获得了下赛季欧洲冠军杯的参赛资格。
2002年夏天，球队又连续引进里瓦尔多、托马森等球员，天才中后卫的引援标志着球队各位置换血完成。
新赛季开始，AC米兰展现了良好的状态，安切洛蒂将前国际米兰球员皮尔洛改造成防中，取得了令人惊喜的效果。在舍甫琴科重伤伤停的情况下，拥有鲁伊·科斯塔、里瓦尔多、西多夫、皮尔洛4个10号球员阵容实际使用三个月（2002年9月-11月与2005年2-3月）。但当球队头号球星舍甫琴科重伤复出后，俱乐部主席贝卢斯科尼要求必须派上双前锋，主席干涉主教练工作也成为一种特色；从此安切洛蒂打造的圣诞树阵型（4321）与双前锋阵容交替使用。
进入2003年，AC米兰将重心放在了欧洲赛场，在欧洲冠军杯，球队攻破如日中天的皇马大门，这是AC米兰经历了多年的低谷之后重新崛起的标志性一战。在半决赛对阵国际米兰的比赛中，舍甫琴科打进了至关重要的客场进球。与尤文图斯的决赛上半场中舍甫琴科1进球因队友越位被吹罚无效，在加时赛后与尤文图斯的比赛以0 - 0告终，在点球大战中舍甫琴科一锤定音，帮助AC米兰赢得了暌违多年的欧冠奖杯。
2003年夏天，AC米兰低价购买在巴西圣保罗俱乐部表现不理想的卡卡，并将默默无闻的卡卡一手捧红，他将大10岁的里瓦尔多挤到了替补席上并成为了球队的主力。在这个赛季，罗马队的表现非常出色，AC米兰一直落在后面，在丰田杯上也败输给了小保加。不过进入2004年后，球队兵多将广的优势开始体现，最终击败罗马如愿夺取了联赛冠军。在欧洲冠军联赛，球队也一路高歌猛进，八強首回合更是4：1横扫拉科鲁尼亚，但在次回合却0：4被淘汰出局。
2004-05赛季，AC米兰在原有的基础上又增加了克雷斯波、斯塔姆等优秀球员，球队也在意甲联赛和欧洲冠军联赛上连战连捷，但球队过于依赖核心球员的问题在赛季下半段开始暴露，意甲联赛主场0：1输给尤文图斯而失去夺冠希望，而在欧洲冠军联赛决赛中，球队更是在3：0领先的大好局势下，被利物浦神奇逆转。志在双冠的AC米兰最终只收获了两个亚军，媒体和球迷也开始质疑安切洛蒂用人保守。
2005-06赛季，在引进吉拉迪诺、维埃里等前锋球员后，AC米兰拥有了一条欧洲顶级的前锋线，整个赛季下来，全队进球数超过百个。尽管球队攻击力如此强大，但在意甲中还是没有竞争过更加稳定的尤文图斯。在欧冠赛场，AC米兰依然保持了强大的竞争力，被视为夺冠热门，然而在半决赛中却因误判0:1负于巴塞罗那，舍甫琴科的完美头球因巴萨后卫普约尔的假摔被吹，事后这粒误判的进球被欧足联公开道歉。
2004年开始切尔西开始8000万欧元另加前锋克雷斯波的条件要求与AC米兰交换舍甫琴科。AC米兰拒绝了条件，但是租借了克雷斯波。此后，切尔西多次报价但都遭米兰拒绝。
2006年5月12日，AC米兰头号球星舍甫琴科在新闻发布会上表示确定转会去切尔西。2006年5月14日舍甫琴科登上圣西罗球场南看台，陪南看台球迷观看AC米兰2-1罗马的比赛，本地死忠球迷难掩悲伤抱着舍甫琴科哭泣。2006年5月26日，舍甫琴科在鲁伊科斯塔官宣离队后的一天，正式宣布离队。2006年5月28日，舍甫琴科在为AC米兰效力7个赛季后，以4400万欧的高价转会切尔西交易完成，也是AC米兰历史上首次出售头号球星。
AC米兰在安切洛蒂执教时期，球队成绩迅速反弹，加上2007年的欧冠冠军杯，球队共夺得两届欧冠冠军和一届亚军，在国内赛场也拿到一届联赛冠军和一届意大利杯冠军。但也遭受了多次不可思议的逆转，这也导致很多人对主教练安切洛蒂的质疑。

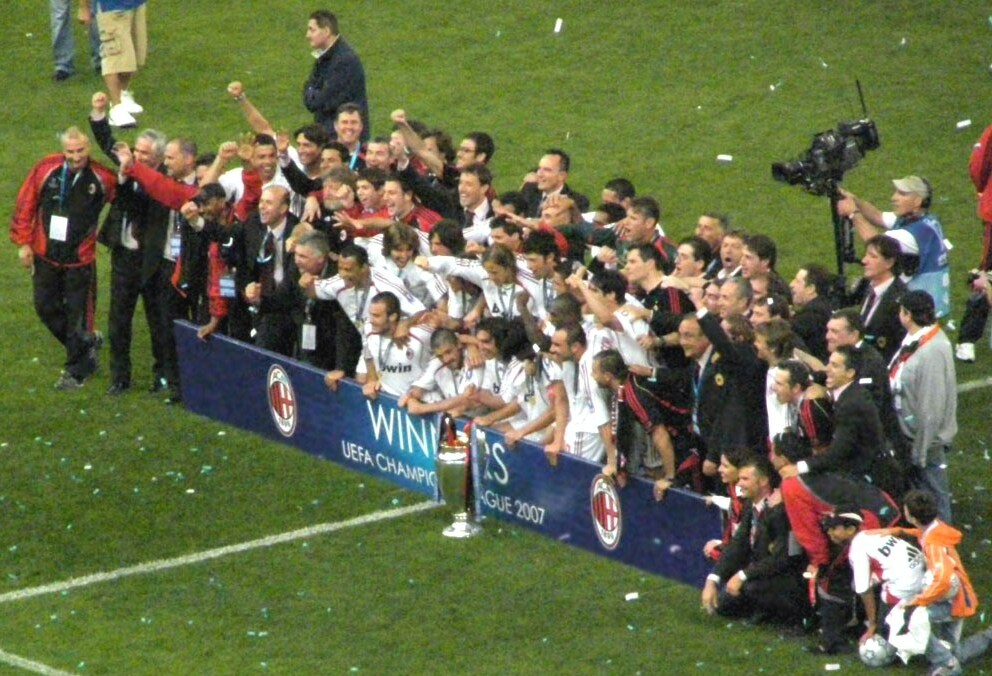
2006–07年欧洲冠军联赛

2006年意甲爆发了假球丑闻，先是尤文图斯涉嫌操控比赛结果，而后AC米兰也被牵涉其中。
副主席加利亚尼和梅亚尼被指违反了第1条（不公平竞争）和第6条（体育欺诈），经过意大利罗马体育法庭的审判，俱乐部保留了下赛季的意甲和参加欧冠资格，2006-07赛季扣除8分，剥夺一个主场资格，罚款10万欧元。副主席加利亚尼9个月不得参与足球相关事务，俱乐部官员梅亚尼2年半内不得参与足球相关事务。
AC米兰在2006-07赛季的欧洲冠军联赛中一路过关斩将，並在雅典举行的决赛中憑藉菲利普·恩沙基梅開二度，以2:1擊敗利物浦，勇夺俱乐部历史上的第七座欧冠奖杯，也报了在2005年欧冠决赛中三球领先的大好形势下，后防被对方连进三球逆转的一箭之仇。
在意甲联赛中，球队战绩不佳，一度要为保级而战，为扭转颓势，俱乐部于冬季转会引进了罗纳尔多、奥多等球员；罗纳尔多虽没有欧冠的参赛资格，但在联赛下半程表现出色，球队也最终获得第四名。

### 球隊老化，一代王朝結束（2007年-2012年）

#### 2007-2009赛季
在夺取2007年欧洲冠军联赛冠军后，球队锋无力仍然没有解决，于是在8月以2200万欧元的价格提前签入了巴西天才少年帕托。2007-08赛季，AC米兰挟欧冠余威，接连夺取了欧洲超级杯和世俱杯，但球队在欧洲冠军联赛八分之一决赛中0:2负于阿森纳，意甲联赛的排名最后也被佛罗伦萨超越，仅居第五名而无缘下赛季的欧洲冠军联赛。
2008年夏天俱乐部因锋无力租借了舍甫琴科，但因出场时间一赛季仅有400多分钟而没有发挥，引进了弗拉米尼、赞布罗塔、森德罗斯、贝克汉姆、博列洛、罗纳尔迪尼奥等球员，并收回了租借在外的安东尼尼和阿比亚蒂。
整个赛季球队的表现起伏明显，尤其是伤病问题困扰了球队的发挥，最终在赛季结束时与尤文图斯积分相同净胜球占优，但因相互战绩的劣势而排名联赛第三位。另外，效力了米蘭二十四年的退役，他的最后一场比赛是米兰做客2比0击败佛罗伦萨，而这场比赛同样是卡洛·安切洛蒂执教米兰的最后一役，赛后俱乐部确认莱昂纳多作为下赛季球队的新主帅。
在2009年1月，关于卡卡要转会曼城的消息便已沸沸扬扬。虽然卡卡在窗口向球迷拍胸口保证不转会，但27岁卡卡还是在同年6月9日，为AC米兰效力6年后，以6500万欧元的价格转会皇家马德里。

#### 2009-2010赛季
2009-10赛季莱昂纳多在俱乐部投入不多的情况下买来了前皇马前锋亨特拉尔，并买回了几名年轻球员作为补充。
虽然实力已日薄西山，但是莱昂纳多依然高举进攻大旗，采用4-3-3的阵型，主力阵容也进行了部分年轻化，例如安东尼尼逐渐占据了主力左閘的位置，而更为年轻的阿巴特则从右翼改打右閘，25岁的巴西人蒂亚戈·席尔瓦同内斯塔拍档中堅组合，而中场则是以三名老将皮尔洛、安布罗西尼与西多夫组成，锋线上罗纳尔迪尼奥来到自己更加喜欢的左路，中锋的首选则是身体硬朗护球能力很强的博列洛，右路则有小将帕托担当。
这种攻击性的打法令米兰在对付小球队时有了比过去几年更好的成效，但是对阵强队时却会漏洞百出；例如主客场被同城死敌国际米兰双杀，特别是首回合“主场”0-4惨败令人印象深刻。
欧冠中米兰客场3-2击败皇家马德里堪称经典之作，但是小组赛其他比赛里球队的表现却是乏善可陈，最终勉强拿到小组第二名晋级。不过之后，在淘汰赛里AC米兰被曼联彻底打败，作客同样吃到了0-4的失利。而联赛后半段当国际米兰经常遇到问题时，AC米兰却总是不能抓住机会，反而被罗马超越，最终同上赛季一样以第三名结束。

#### 2010-2011赛季 重夺意甲冠军
2010年，上半年开始就传出了少帅莱昂纳多同老板贝卢斯科尼的不合传闻，莱昂纳多希望得到更多的转会资金投入并增加自主权利，最终他与俱乐部分道扬镳离开了球队。
接手的新帅艾歷尼同卡利亚里解约后入主，不过摆在他面前的这只球队，已经不再是当年那只众星云集的豪华之师。除了帕托等少数几名仍有前途的球星外队内老的老小的小，阵容急需重建。
夏季转会球队起初最多的花费是500万欧元现金加其他年轻球员共有引进了希腊后卫帕帕斯塔索普洛斯，另外还有自由转会而来的哥伦比亚中卫、在2010年世界盃有出色表現的加納中場及租借的门将。
但是在转会窗关闭前一周内，米兰上演了令球迷疯狂的签约。首先是从巴塞罗那免费租来前国际米兰中锋伊布拉希莫维奇（赛季后2400万欧元购买），再在截止日8月31日，签下前皇家马德里边锋罗比尼奥；随着两人加盟原来的两名前锋和亨特拉尔被迫为了更多出场机会离开了球队。多名球员的到来也极大地加强了AC米兰的实力，球队在联赛里表现稳定，在前两个月同拉齐奥并驾齐驱之后逐渐确立了积分的优势。
在2011年1月，球队又陆续引进了卡萨诺、和迪达克，为近年来球队在冬季转会市场上罕见的大动作。
虽然在联赛中段球队遇到了一些挫折，欧冠联赛16强比赛被托特纳姆热刺1-0攻陷了主场被淘汰出局，而在联赛里积分被换帅后的国际米兰追近到只差2分，不过在该赛季第二次米兰德比中球队“主场”3-0完胜对手完成了赛季内的双杀。在此之后其他球队再无力同米兰竞争联赛。
当地时间2011年5月7日，做客0-0战平罗马之后，球队提前2轮获得了球队历史上的第18次联赛冠军。再者，在2011年8月6日於北京鳥巢與國際米蘭進行了意大利超級盃的總決賽，AC米蘭以2-1反勝國際米蘭，以今屆「三殺」同城宿敵國際米蘭的輝煌成績順利奪得第六個意超盃。

#### 2011-2012赛季
AC米兰在这个赛季新老交替速度进一步加快，加图索、因扎吉、内斯塔、西多夫等老队员渐渐淡出主力阵容。
沙拉维、等球员先后加盟弥补了空缺。
但伤病问题困扰球队，如卡萨诺、帕托等，一段时间内竟有十余人受伤，致使竞技状态起伏不定。
雖然傷兵眾多，但AC米蘭仍然保持不錯的狀態，其中在歐冠盃16強兩回合總比數4比3淘汰英超勁旅阿仙奴晉級歐冠盃8強，打破了近幾年16強出局的局面。而在2012年3月29日歐冠盃8強首回合主場0比0戰平西甲勁旅巴塞隆拿，繼歷代歐冠盃8強主場不敗紀綠。但在2012年4月4日，歐冠盃8強次會合作客戰巴塞隆拿，因多種因素對米蘭十分不利。最終AC米蘭1：3不敵巴塞隆拿，兩回合總比1:3淘汰出局，歐冠盃8強止步。
被巴塞淘汰後，由於球員過度疲倦以及中場活力度不足，使AC米蘭狀態有所下滑，被排在聯賽排名第二名的尤文圖斯追上榜首。
雖然雙方的分數差距不大，但在2012年5月6日聯賽最後第二場賽事的米蘭德比，AC米蘭2:4敗給同城宿敵國際米蘭，而在同時舉行比賽的尤文圖斯以2:0擊敗卡里亞里。因此，AC米蘭再無力同尤文圖斯競爭聯賽，最終衛冕冠軍失敗，以第二名結束本賽季。
此後，菲利普·恩沙基、尼斯達、施多夫、加度素、雲邦美、森保達等老將不再與AC米蘭續約宣佈離隊，AC米蘭也正式結束一個時代。

### 經濟危機，第四次低谷（2012年-2019年）

#### 2012-2013赛季
再送走诸位老臣之后，米兰队再次在阵容上受到了打击。
虽然免费签下了几位实用型球员，但在2012年7月初贝卢斯科尼宣布卖掉球队的前后场两位核心球星——伊布拉希莫维奇与蒂亚戈·席尔瓦，为此收获了6500万欧元的转会费并节省了超过一亿欧元的薪水。如此兜售当家球星的做法，在之前俱乐部的行为中实为罕有，也充分说明了俱乐部陷入经济危机中。
其後卡斯辛奴也宣佈離隊，令米蘭實力大大減弱，在球隊實力弱的情況下只收購了柏仙尼，保贊等二線球員球員補充。
由於米蘭過份出售當家球星，在開季首4戰只取得1勝3負的成績，是14年以來開季最差的表現。
可是，時勢造英雄，今季造就了一位年輕新星的崛起 - 艾沙拉維。截至2012年12月31日，他在18輪聯賽中取得了14個入球，暫時成為米蘭的神射手。
半程结束，米兰排在意甲联赛第七名。冬歇期，前鋒帕托以1500万欧元的身价转会回到巴甲勁旅哥連泰斯，结束了近5年的米兰生涯。
米蘭在2013年1月29日宣佈意大利國腳巴洛迪利加盟，轉會為2000萬歐元，是冬季轉會市場其中一個重大收購。
踏入下半季，隨球隊青年球員逐漸磨合，2013年在各項賽事已保持10戰不敗，其中包括歐聯主場球隊在不被看好的情況下戰勝西甲巨人巴塞羅那，可惜之後於客場0:4慘被逆轉，以總比分4:2，兩球之差被淘汰。
季尾，AC米蘭與費倫天拿爭奪歐冠盃資格賽，在聯賽最後一場賽事裏，AC米蘭作客2:1神奇逆轉錫耶納，以2分差距擊敗競爭對手費倫天拿，最終以第3名完成賽季，同時也獲得歐冠盃參加資格賽(附加賽)。

#### 2013-2014赛季
球隊在夏季轉會關閉最后一天，0身价购买卡卡，但米蘭上半季聯賽只取得4勝7平6負的成績，球隊以第13名結束上半季，成為了貝盧斯科尼時代最差的戰績。
其間，球隊副主席加利亞尼宣佈辭職，但主席貝盧斯科尼表示希望加利亞尼繼續留隊，最終加利亞尼決定繼續留在米蘭。在冬季轉會裏，只是免費引進了本田圭佑、阿迪爾·拉米、艾辛及阿貝爾·塔拉布特等球員，但球隊仍受不住在2012年賣掉球隊的前後場兩位核心球星伊布拉希莫維奇與蒂亞戈·席爾瓦的重大打擊。
在1月12日，AC米蘭3：4不敵升班馬蕯斯索羅後，聯賽僅僅獲得22分，排在11名，落後榜首的尤文圖斯達30分，其後芭芭拉把艾歷尼辭退。
在1月16日，AC米蘭官方宣佈由西多夫上任主教練。在西多夫上任後，球隊採用4231陣型；雖然在首幾埸聯賽取得勝利，但實力仍然打不出成體系。
在歐冠十六強首會合，米蘭主場1:0敗於馬德里體育會，在次會回作客，米蘭更以4:1大敗於馬德里體育會，兩會回總數5:1出局。
歐冠十六強出局後，球隊狀態處於差劣，在聯賽上也遭到連敗。下季歐冠參賽資格權基本上已確定無緣，但球隊仍沒有放棄歐霸參賽資格，在聯賽上也取得五連勝，不過在其他賽事上仍把握不住勝利的機會，最後球隊也失去下季歐覇參賽資格，首十六年來無緣歐戰。失去下季歐洲賽參賽資格。
在6月9日，球會宣佈解僱西多夫，由青年隊的英薩吉上任主教練。

#### 2014-2015赛季
因扎吉上任後，球队在夏季轉會裏免簽了文尼斯、阿歷士、雲堅基爾、托里斯、博納文圖拉等球員來補充整體實力。開季表現狀態尚可，但上半季尾，球隊狀態有所下滑，最終已第八名結束上半季賽。球隊仍然沒有放棄下季歐冠參賽資格權。在冬季轉會裏，球隊利用狀態低沉的托里斯向馬德里體育會的施斯作為交換的籌碼。繼施斯後，球隊亦相繼引進了博凱蒂、柏列達、安東內利、蘇素、德斯特羅等球員。
球隊在下半季狀態仍然差劣，在下半季首幾埸聯賽戰績裏，只取得1勝4負1平的成績，距離下季歐冠參賽資格權已確定無緣。
整個下半賽季裏，米蘭多次遭到連敗，戰績十分差劣，因扎吉的執教能力多次受到質疑，曾多次傳出解僱因扎吉，但最終決定把因扎吉留至季尾。季尾最後兩場賽事裏，球隊取得兩連勝，球隊以聯賽第十名結束賽季。賽季後，因扎吉表示希望可以留在米蘭繼續執教，但球會最終決定把因扎吉解僱。之後球會多次與安察洛堤接觸，但安察洛堤拒絕了球會的邀請，最終由米赫洛域上任主教練。

#### 2015-2017赛季 球隊股權出讓
在經歷又一個失敗的2014-2015球季后，球隊擁有者貝盧斯科尼公開表示與其他國家的財團或個人洽談關於球隊股權出讓的計劃，這其中包括泰國富商Bee Taechaubol及一些來自中國大陸的富商。但是他卻明確表示暫時並不打算放棄球隊超過半數的股份，并仍計劃在未來掌控球隊；出售的原因則是希望有人為米蘭注入資金幫助球會盡快復興。羅馬時間2015年6月6日貝盧斯科尼旗下的Fininvest對外宣佈泰國商人Bee Taechaubo以5億歐元出資購買球會的48%的股份，成為球會股份的第二大持有者。但是轉讓最終失敗。
2016年Fininvest又宣佈與中國私募基金中歐體育達成轉讓協議，但中歐體育只在2017年3月完成交易期限前支付了保證金2億歐元，餘款3.2億歐元仍未支付。2017年4月13日，Fininvest和大陸商人李勇鴻控制的盧森堡公司Rossoneri Sport Investment签署协议，Rossoneri Sport Investment公司以5.2億歐元和承擔2.2億歐元債務合共斥資7.4億歐元從Fininvest手中收購球队的99.93%股权。贝卢斯科尼和加利亚尼将离开球队。
2016年12月24日00:30在多哈萨德球场举行的意大利超级杯中，AC米兰队120分钟战成1比1平点球大战，4比3胜出战胜了尤文图斯队，获得了队史第七次意大利超级杯冠军，追平尤文图斯队纪录。

#### 2017-2018赛季
球隊以聯賽第6名結束賽季；2018年5月10日在意大利杯决赛中AC米兰零比四不敌尤文图斯队获亚军。
2018年，由于中国商人李勇鸿违约，无法对美国對沖基金Elliott偿还到期债务，后者全面接盘李勇鸿旗下的羅森內里體育在AC米兰的股份。

#### 2018-2019赛季
2018年8月3日，AC米兰在官方网站宣布，签下尤文图斯前锋伊瓜因和中卫卡尔达拉。
2019年冬季转会窗口，AC米兰豪掷7000万欧签入皮翁泰克、帕克塔；但球队仍在赛季末排名联赛第五，未能获得欧冠资格，主教练加图索也在赛季结束后离开球队。

### 傳奇回歸，重見曙光（2019年-2022年）

#### 2019-2020赛季
在經歷數年的低谷後，AC米蘭於2019年迎來了傳奇回歸的希望。6月14日，馬甸尼正式成為球隊技術總監，他的回歸為俱樂部注入了新的活力和方向。球隊管理層決心通過年輕化和系統化的引援，重塑米蘭的競爭力。
夏季與冬季轉會窗口，米蘭動作頻頻，簽下了萊奧、凱西、特奧、本·納賽爾、杜阿尔特、雷比奇、薩勒马克尔斯、克亞爾以及重返聖西羅的伊布拉希莫維奇。夏季轉會支出超過1億歐元，顯示了俱樂部復興的決心。與此同時，庫特羅內、洛卡特利和皮亞特克等球員則被租借或轉會離隊，陣容得到進一步優化。
新任主帥詹保羅試圖推行4-3-1-2陣型，但戰術適應期不順，開季戰績不佳。10月，詹保羅下課，皮奧利接任。皮奧利的務實打法逐漸穩定球隊，伊布的回歸更是在場上和場下激發了年輕球員的鬥志。2020年，新冠疫情導致意甲聯賽暫停，重啟後米蘭表現出色，取得7勝2平的佳績。最終，球隊以聯賽第6名結束賽季，獲得下賽季歐聯盃資格賽席位，為復興之路奠定了基礎。

#### 2020-2021赛季
本季，AC米蘭在皮奧利的帶領下展現了強勁的復蘇勢頭。經過上季後半程的磨合，球隊陣容更加穩定，年輕球員與老將的搭配日趨成熟。伊布拉希莫維奇繼續扮演領袖角色，儘管因傷缺席部分比賽，但他的影響力無處不在。
夏季轉會窗口，米蘭繼續補強，簽下托納利、迪亞斯和豪格，同時將克亞爾和雷比奇的租借轉為永久轉會。離隊方面，蘇索和帕奎塔等人離開，進一步精簡陣容。
新賽季開局，米蘭表現驚艷，一度長期領跑意甲積分榜，展現出重返頂級競爭的潛力。凱西和特奧在中場和後防的表現尤為搶眼，而萊奧的進攻天賦逐漸兌現。然而，下半程因傷病和疲勞影響，球隊狀態有所起伏，被同城死敵國際米蘭超越，失去爭冠希望。最終，米蘭以聯賽第2名結束賽季，重返歐冠賽場，這是自2013-2014球季以來首次獲得歐冠資格。
在歐聯盃中，米蘭止步16強，0-3負於曼聯，顯示球隊在歐戰經驗上的不足。儘管如此，年輕化陣容的潛力和皮奧利的戰術體系讓球迷看到了希望，米蘭的復興之路更加明朗。

#### 2021-2022赛季 相隔11年重奪意甲冠军
本季是AC米蘭重返巔峰的關鍵一年。在皮奧利的調教下，球隊戰術紀律與年輕活力完美結合，成為意甲最具競爭力的球隊之一。馬甸尼的轉會策略繼續聚焦性價比高的年輕球員，同時保留核心陣容的穩定性。
夏季轉會窗口，米蘭失去了唐納魯馬和恰爾汗奧盧兩位自由球員，對球隊造成一定影響。但俱樂部迅速補強，簽下邁尼昂、托莫里、吉魯和弗洛倫齊。冬季窗口，米蘭進一步引進佩萊格里等年輕球員。
賽季初，球隊延續上季良好的狀態，在首12場聯賽中，取得10場勝2平，為隊史最佳開局。邁尼昂迅速填補唐納魯馬的空缺，成為意甲頂級門將之一，而托莫里和克亞爾的後防搭檔穩如磐石。進攻端，萊奧的爆發成為球隊的關鍵，他與吉魯、伊布的配合為米蘭提供了多樣化的進攻選擇。關鍵時刻，米蘭在與主要競爭對手的比賽中展現出強大的心理素質，特別是聯賽末段連勝維羅納、亞特蘭大和薩索洛，鎖定冠軍。
2022年2月米蘭打吡中，賽前米蘭多賽一場並落後國際米蘭4分，憑著基奧特梅開二度，最後以2:1擊敗國際米蘭，獲得爭冠重要的3分。及後紅黑軍團開啟連續不敗，加上爭冠對手失分，在爭冠中漸漸獲得主動權。
2022年5月22日，聯賽最後一場，AC米蘭只要不敗就可以奪冠，結果憑著萊奧貢獻3個助攻，作客3:0大勝薩索洛，以2分差距壓過同城宿敵國際米蘭；球隊全季聯賽總戰績26勝8平4負以86分成绩，獲得意甲聯赛冠軍，這是球隊自2010-2011球季以來的首個聯賽冠軍，也是歷史上第19次聯賽封王。
在歐冠賽場，米蘭止步小組賽，面對利物浦、馬德里競技和波爾圖的強敵，經驗不足的短板顯露無遺。儘管如此，聯賽冠軍的榮耀標誌著米蘭新王朝的開啟。

### 紅鳥入主，黑暗再臨 （2022年-）

#### 2022-2023賽季
2022年6月1日，紅鳥資本以12億歐元從艾利特管理公司手中收購AC米蘭，成為球隊的新東家，艾利特保留30%少數股權。紅鳥創始人卡迪納萊承諾將米蘭帶回歐洲頂尖行列，並表示將與馬甸尼和馬薩拉續約，延續現有項目。
本季，AC米蘭以衛冕冠軍身份出戰，目標是鞏固聯賽地位並在歐冠賽場有所突破。紅鳥資本正式完成對俱樂部的收購，卡迪納萊強調以數據分析和商業運營為基礎，打造可持續發展的頂級球會。馬甸尼和馬薩拉的續約在2022年6月底完成，但過程充滿波折，因紅鳥對轉會市場的預算限制與馬甸尼追求更大投入的願景存在分歧，雙方關係開始出現裂痕。
夏季轉會窗口，米蘭引進了凱特拉雷、奧里吉、蒂奧和阿斯特弗蘭克斯。托納利、萊奧等核心球員續約，確保陣容穩定。離隊方面，羅馬尼奧利和凱西等球員離開，對中場和後防略有影響。然而，紅鳥偏向低成本引援的策略引發馬甸尼的不滿，他公開表示需要更大投資以與歐洲頂級球會競爭，這與紅鳥的財務謹慎理念相左。
聯賽表現方面，米蘭開季狀態起伏，受到傷病和密集賽程的影響，無法與那不勒斯展開有效競爭。最終，球隊以第4名結束聯賽，獲得下賽季歐冠資格。在歐冠賽場，米蘭表現出色，連續淘汰托特納姆熱刺和那不勒斯，晉級四強，這是自2006-2007球季以來的首次。然而，半決賽對陣國際米蘭，米蘭以總比分0-3落敗，無緣決賽。意大利杯和意大利超級杯中，米蘭均未能奪冠，顯示球隊在多線作戰中的深度不足。

#### 2023-2024賽季
2023年6月，紅鳥突然宣布解除馬甸尼的技術總監職務，震驚米蘭球迷。馬甸尼在任期間帶領球隊重奪意甲冠軍並重返歐冠四強，但紅鳥認為其轉會策略過於激進，且與俱樂部的長期財務目標不符。馬甸尼的離職引發球迷強烈不滿，許多人認為紅鳥忽視了馬甸尼作為俱樂部傳奇的象徵意義及其對球隊復興的貢獻。蒙卡达接任轉會事務負責人，標誌著紅鳥更數據驅動的管理模式的開始。
本季，AC米蘭在紅鳥資本的全面掌控下進入新階段。馬甸尼的離開讓球隊失去了一位精神領袖，紅鳥的數據驅動和財務謹慎策略成為主導。皮奧利執教進入第5年，戰術體系成熟，但多線作戰的壓力使其執教能力備受考驗。新任轉會負責人弗爾拉尼延續年輕化策略，試圖通過精準引援彌補馬甸尼離開的影響。
夏季轉會窗口，托納利以7000萬歐元轉會至紐卡素，成為米蘭歷史上最昂貴的出售之一，儘管資金用於支持引援，進行了大規模補強，簽下普利西奇、洛夫圖斯-奇克、賴因德斯、丘庫埃澤和奧卡福。但紅鳥的引援策略注重潛力與成本控制，球迷因此感到失望，認為新管理層缺乏打造頂級球隊的雄心。
聯賽中，米蘭表現穩定，但難以撼動國際米蘭的領先地位，終以第2名結束賽季，連續兩季獲得歐冠資格。歐冠小組賽，米蘭遭遇巴黎聖日耳曼、紐卡斯爾聯和多特蒙德組成的“死亡之組”，最終以小組第3進入歐聯盃。歐聯盃中，米蘭闖入八強，但總比分1:3不敵羅馬，止步賽事。意大利杯同樣止步八強，未能實現杯賽突破。
賽季末，皮奧利因多線作戰成績未達預期而下課，豐塞卡接任主帥。紅鳥的管理模式雖帶來財務穩定，但其與馬甸尼的衝突及隨後的決策讓球迷對俱樂部長期願景產生疑慮。米蘭的復興之路距離重塑昔日王朝仍有距離。

#### 2024-2025賽季
本季AC米蘭於夏轉窗與冬轉窗都有大動作引援，尤其冬天更一口氣租借曼城後衛凱爾·沃克與切爾西前鋒若奧·菲利克斯，加上購買飛燕諾中鋒Santiago Gimenez。整體戰績與球隊狀態起伏劇烈，在豐塞卡與孔塞桑兩名葡萄牙主帥執教下，都無法完全掌控更衣室。
義甲方面，球隊狀態飄忽。豐塞卡在第18輪主場1-1戰平羅馬後被炒。孔塞桑於義大利超級盃開打前夕上任救火，雖然旗開得勝拿下冠軍，依舊無法帶領球隊在聯賽前進。
歐冠方面，AC米蘭聯賽階段開局先後輸給利物浦與勒沃庫森，不過隨即拉出一波五連勝，當中又以客場3-1戰勝衛冕軍皇馬最為震撼，一度攻佔前八名，但在最後一輪大爆冷門客場1-2輸給「水鬼」札格瑞布迪納摩，排名重挫至第13名必須打附加賽。附加賽抽到荷甲強權飛燕諾，AC米蘭第一回合客場遭遇開場閃擊，0-1落敗；第二回合主場同樣閃電破門總比分1-1平手，但是特奧該場比賽表現極度幼稚，吞下兩張毫無必要的黃牌被逐，導致球隊少打一人，進而遭到致命一擊，最終1-1遭到逼和。總比分1-2黯然出局。
義大利盃方面，AC米蘭一路打到決賽，但決賽0-1不敵波隆那屈居亞軍。
2025年5月18日，義甲第37輪，AC米蘭客場1-3不敵羅馬，提前一輪宣告無緣歐戰。上一回無法透過聯賽與盃賽取得歐戰門票，已經是2015-2016賽季。孔塞桑也將在賽季結束後黯然下課。
雖然在米蘭德比中扭轉過去兩個賽季的頹勢（義甲一勝一和，義大利盃一勝一和，義大利超級盃決賽獲勝），然而總結卻是不進反退。

## 球队文化

### 队服

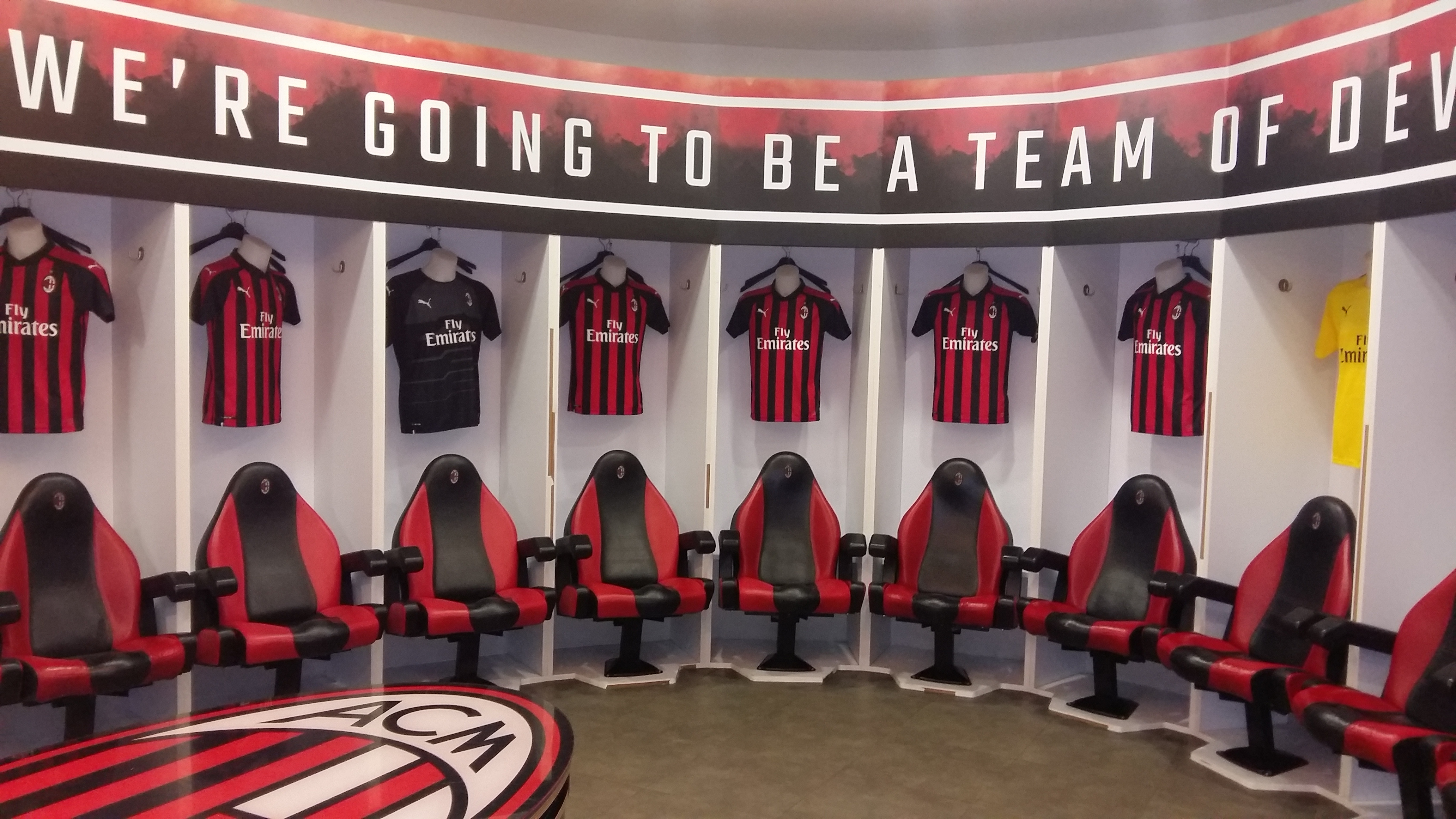
AC米兰更衣室

AC米兰的主场服装是黑红相间的间条衫和白色短裤，客场服装是白色上衣和白色短裤。
1900年3月11日，AC米兰穿着红黑条纹相间的球衣参加第一场正式的比赛，最终并以3比0完胜同城另一只球队—梅迪奥拉纳姆（Mediolanum），接着AC米兰球员身穿这件号称“魔鬼”的球衣在1901年夺得第一个联赛冠军。自此，红黑衫正式成为米兰队的标准队服。
到了1941-1942赛季，当米扎来到AC米兰后，球衣再次做了修正，往常的红黑细条纹改成了宽大的红黑条纹，红黑条纹各5条，这是第一次见到的AC米兰宽带红黑条纹球衣。在经过无数次的改变，白色的短裤也相对的增加过黑边条纹、红边条纹。
1980-1981赛季，AC米兰在队服的右边绣上了一个象征AC米兰的魔鬼图案。并且一家牛仔裤公司的名字首次绣在AC米兰的队服上，首次成为AC米兰队服上的第一个赞助商的名字。

### 队徽
AC米兰的队徽是白底红十字的盾形徽章，这也是米兰城市的标志，队徽上有俱乐部创建的年份1899以及俱乐部名称的缩写ACM。公元十一世纪，米兰城中的贵族与平民之间曾有过流血战争，在这场战争中，贵族持着红十字盾徽，而平民拿着白色的盾。至公元1045年战争结束，米兰呈现一片和平，这两个徽号就合而为一，成为米兰自治区的标志。
现在米兰徽章上的十字缅怀了1095年伦巴德军队（The Lombards） 进行第一次十字军东征的历史。这支军队最前面到达圣地的是维斯康堤（Ottone Visconti）、因沃里奥（Invorio）和卡斯特罗（Oleggio Castello）的主人，并且维斯康堤家族的祖先在300年后成为了米兰的领主。5年以后，当伦巴德军队返回米兰之后，这个城市选用了十字作为城市徽章的主题，以纪念其骑士在这场圣战中表现出来的英勇。后来白底红十字成为AC米兰的队徽。

### 米蘭的傳奇號碼
米蘭在其輝煌的球隊歷史上，產生過多位偉大的球星，其中以身著一些象徵著球隊特殊意義號碼球衣的球星最為引人矚目。
9號通常為球隊的第一射手，其中有贡纳尔·努达尔，若泽·阿尔塔菲尼，保羅·羅西，讓-皮埃爾·帕潘，乔治·维阿，帕特里克·克魯伊維特。
進入2000年代以後，隨著舍甫琴科在球隊取得的成功，7號亦成為米蘭新領袖的象徵號碼之一，歷史上穿著7號球衣的著名球星包括斯基亞菲諾，库尔特·哈姆林，多纳多尼，舍甫琴科，亚历山大·帕托以及。
10號球衣在米蘭的傳統中一直代表了球隊的組織核心，著名的球星有朱塞佩·梅阿查，格倫，吉亞尼·里維拉，路德·古利特，德揚·萨維切維奇，茲沃尼米爾·博班，雷·哥斯達以及克拉倫斯·施多夫。

#### 海外元素
一些海外的足球強國亦成為米蘭在特定時期的象征。
1980年代末期至1990年代初期的米蘭王朝由來自荷蘭的三位超級巨星主宰；他們分別是，路德·古利特和弗兰克·里杰卡尔德。三人同眾多意大利和其他國家的球星開創了貝盧斯科尼時期的第一個米蘭王朝，被譽為「荷蘭三劍俠」。
2000年代開始後，米蘭在安切洛蒂執教時期擁有大量巴西籍巨星；其中最為成功的當屬在米蘭成長的卡卡。此外同一時期效力米蘭的巴西球星，還有世界足球先生里瓦爾多、羅納爾迪尼奧、朗拿度；巴西足球史上最好門將之一的迪達，巴西隊世界盃冠軍隊長卡福；傳奇中堅蒂亚戈·席尔瓦以及球星羅賓奴、罗克-儒尼奥尔和阿歷山大·柏圖。

#### 退役球衣号码
- 3  （左閘，2009年2月17日，確認2008-2009賽季後暫時退役，他的3号球衣只有他的兒子及马尔蒂尼家族将来会使用）[18]
- 6  （清道夫，1977年-1997年）

## 球队主场

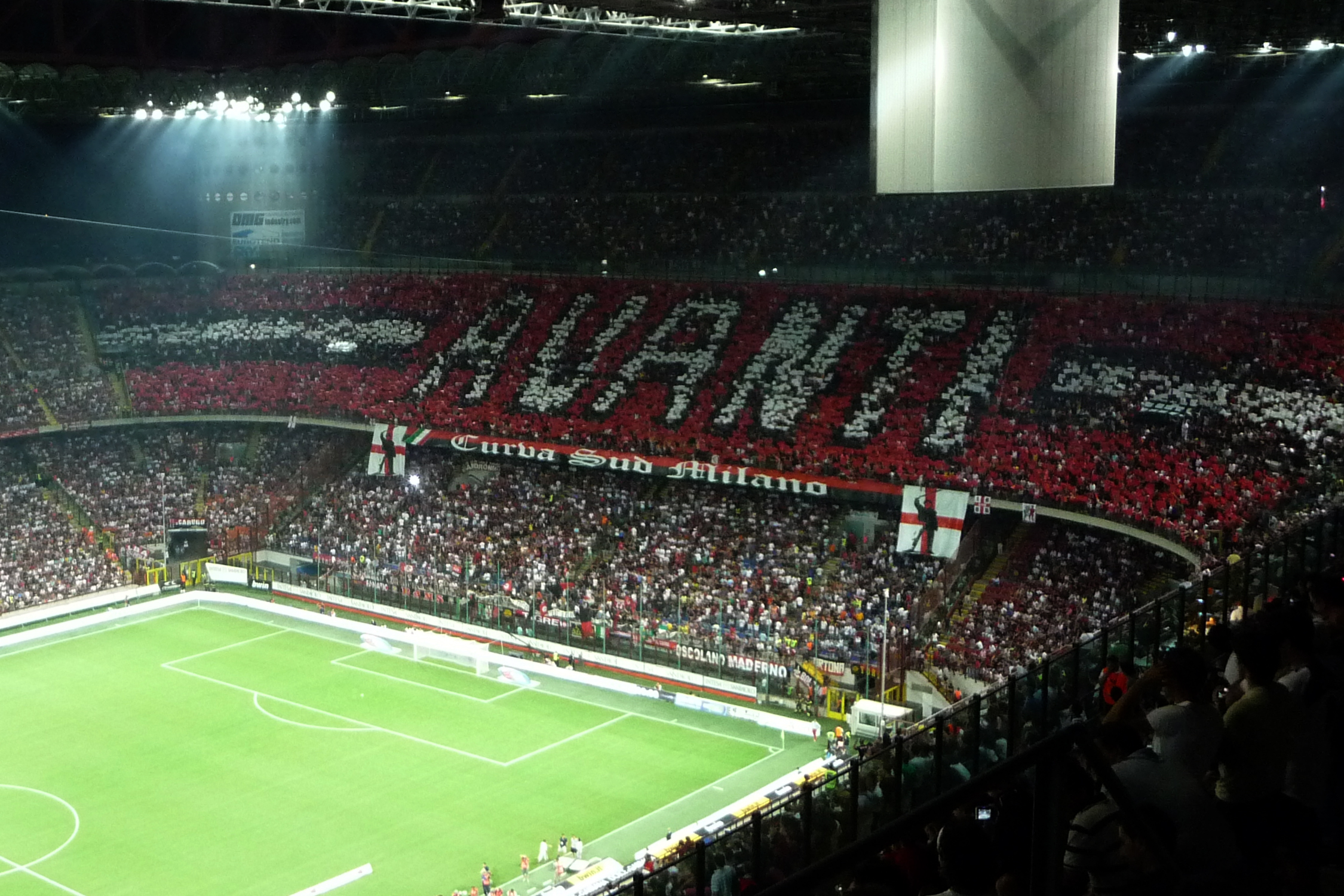
圣西罗球场

目前AC米兰的主场是可容纳85700人的圣西罗球场，和国际米兰队共用，此球场的所有权归米兰市政府。1925年，米兰俱乐部总裁佩特罗·皮雷利（Pietro Pirelli）萌发了一个念头，决定用他做生意赚来的钱为他喜欢的米兰队建立一个足球场，以满足球队的需求，而自己也可以成为米兰城的英雄，于是，他将这个球场起名为圣西罗（San Siro）球场。
圣西罗球场是根据米兰城西部的圣西罗区的名字而起，皮雷利当初在建设球场的时候已经表态说过是为了献给他所爱的米兰队。当初建立的时候就专门为足球赛而设计的，所以球场的泥土场地和本地的气候大大地帮助了意大利人，并且保证了球队战胜当时的奥地利队成为最后的冠军得主。
由于比赛过于频繁，导致球场的草皮质量下降，加上球场设施比较老，票房收入不如近年新建的球场，现在两队都在考虑更换主场的方案。

## 意甲聯賽歷年成績
只記錄1970年至今成績
| 賽季      | 位置      | 積分             | 場數             | 勝               | 和               | 負               | 入球             | 失球             | 教练                        | 當年冠軍        |
| --------- | --------- | ---------------- | ---------------- | ---------------- | ---------------- | ---------------- | ---------------- | ---------------- | --------------------------- | --------------- |
| 2025-26年 |           |                  |                  |                  |                  |                  |                  |                  | 馬西米利亞諾·阿萊格里       |                 |
| 2024-25年 | 第8位     | 63               | 38               | 18               | 9                | 11               | 61               | 43               | 保羅·豐塞卡                 | 拿坡里 (82分)   |
| 2023-24年 | 亞軍      | 75               | 38               | 22               | 9                | 7                | 76               | 49               | 斯蒂法諾·皮奧利             | 國際米蘭 (94分) |
| 2022-23年 | 第4位     | 70               | 38               | 20               | 10               | 8                | 64               | 43               | 斯蒂法諾·皮奧利             | 拿坡里 (90分)   |
| 2021-22年 | 冠軍      | 86               | 38               | 26               | 8                | 4                | 69               | 31               | 斯蒂法諾·皮奧利             | （第19次）      |
| 2020-21年 | 亞軍      | 79               | 38               | 24               | 7                | 7                | 74               | 41               | 斯蒂法諾·皮奧利             | 國際米蘭 (91分) |
| 2019-20年 | 第6位     | 66               | 38               | 19               | 9                | 10               | 63               | 46               | 馬可·詹保羅 斯蒂法諾·皮奧利 | (83分)          |
| 2018-19年 | 第5位     | 68               | 38               | 19               | 11               | 8                | 55               | 36               |                             | (90分)          |
| 2017-18年 | 第6名     | 64               | 38               | 18               | 10               | 10               | 56               | 42               |                             | (95分)          |
| 2016-17年 | 第6名     | 63               | 38               | 18               | 9                | 11               | 57               | 45               |                             | (91分)          |
| 2015-16年 | 第7名     | 57               | 38               | 15               | 12               | 11               | 49               | 43               | 克里斯蒂安·布羅基           | (91分)          |
| 2014-15年 | 第10名    | 52               | 38               | 13               | 13               | 12               | 56               | 50               |                             | (87分)          |
| 2013-14年 | 第8名     | 57               | 38               | 16               | 9                | 13               | 57               | 49               | 馬西米利亞諾·阿萊格里       | (102分)         |
| 2012-13年 | 季軍      | 72               | 38               | 21               | 9                | 8                | 67               | 39               | 馬西米利亞諾·阿萊格里       | (87分)          |
| 2011-12年 | 亞軍      | 80               | 38               | 24               | 8                | 6                | 68               | 20               | 馬西米利亞諾·阿莱格里       | (84分)          |
| 2010-11年 | 冠军      | 82               | 38               | 24               | 10               | 4                | 65               | 24               | 馬西米利亞諾·阿莱格里       | （第18次）      |
| 2009-10年 | 季軍      | 70               | 38               | 20               | 10               | 8                | 60               | 39               | 巴西                        | 國際米蘭 (82分) |
| 2008-09年 | 季軍      | 74               | 38               | 22               | 8                | 8                | 70               | 35               |                             | 國際米蘭 (84分) |
| 2007-08年 | 第5名     | 64               | 38               | 18               | 10               | 10               | 66               | 38               |                             | 國際米蘭 (85分) |
| 2006-07年 | 第4名     | 61(扣8分)        | 38               | 19               | 12               | 7                | 57               | 36               |                             | 國際米蘭 (97分) |
| 2005-06年 | 亞軍→季軍 | 58(扣30分)       | 38               | 28               | 4                | 6                | 81               | 31               |                             | 國際米蘭 (76分) |
| 2004-05年 | 亞軍      | 79               | 38               | 23               | 10               | 5                | 63               | 28               |                             |                 |
| 2003-04年 | 冠軍      | 82               | 34               | 25               | 7                | 2                | 65               | 24               |                             | （第17次）      |
| 2002-03年 | 季軍      | 61               | 34               | 18               | 7                | 9                | 55               | 30               |                             |                 |
| 2001-02年 | 第4名     | 55               | 34               | 14               | 13               | 7                | 47               | 33               | 菲迪·泰廉                   |                 |
| 2000-01年 | 第6名     | 49               | 34               | 12               | 13               | 9                | 56               | 46               | 沙哲朗尼                    | 羅馬            |
| 1999-00年 | 季軍      | 61               | 34               | 16               | 13               | 5                | 65               | 40               | 沙哲朗尼                    |                 |
| 1998-99年 | 冠軍      | 70               | 34               | 20               | 10               | 4                | 59               | 34               | 沙哲朗尼                    | （第16次）      |
| 1997-98年 | 第10名    | 44               | 34               | 11               | 11               | 12               | 37               | 43               |                             |                 |
| 1996-97年 | 第11名    | 43               | 34               | 11               | 10               | 13               | 43               | 45               | 乔治·莫里尼                 |                 |
| 1995-96年 | 冠軍      | 73               | 34               | 21               | 10               | 3                | 60               | 24               |                             | （第15次）      |
| 1994-95年 | 第4名     | 60               | 34               | 17               | 9                | 8                | 53               | 32               |                             |                 |
| 1993-94年 | 冠軍      | 69               | 34               | 19               | 12               | 3                | 36               | 15               |                             | （第14次）      |
| 1992-93年 | 冠軍      | 50               | 34               | 18               | 14               | 2                | 65               | 32               |                             | （第13次）      |
| 1991-92年 | 冠軍      | 56               | 34               | 22               | 12               | 0                | 74               | 21               |                             | （第12次）      |
| 1990-91年 | 並列亞軍  | 46               | 34               | 18               | 10               | 6                | 46               | 19               | 艾列高·沙基                 |                 |
| 1989-90年 | 亞軍      | 49               | 34               | 22               | 5                | 7                | 56               | 27               | 艾列高·沙基                 | 拿玻里          |
| 1988-89年 | 季軍      | 46               | 34               | 16               | 14               | 4                | 61               | 25               | 艾列高·沙基                 | 國際米蘭        |
| 1987-88年 | 冠軍      | 45               | 30               | 17               | 11               | 2                | 43               | 14               | 艾列高·沙基                 | （第11次）      |
| 1986-87年 | 第5名     | 35               | 30               | 13               | 9                | 8                | 31               | 21               |                             | 拿玻里          |
| 1985-86年 | 第7名     | 31               | 30               | 10               | 11               | 9                | 26               | 24               | 尼爾斯·利德霍爾姆           |                 |
| 1984-85年 | 第5名     | 36               | 30               | 12               | 12               | 6                | 31               | 25               | 尼爾斯·利德霍爾姆           | 維羅納          |
| 1983-84年 | 第6名     | 32               | 30               | 10               | 12               | 8                | 37               | 40               |                             |                 |
| 1982-83   | 乙級冠軍  | 降級至義乙作賽   | 降級至義乙作賽   | 降級至義乙作賽   | 降級至義乙作賽   | 降級至義乙作賽   | 降級至義乙作賽   | 降級至義乙作賽   | 伊塔洛·加爾比亞蒂           | 羅馬(甲級冠軍)  |
| 1981-82年 | 第14名    | 24               | 30               | 7                | 10               | 13               | 21               | 31               | 伊塔洛·加爾比亞蒂           |                 |
| 1980-81   | 乙级冠軍  | 被降級至義乙作賽 | 被降級至義乙作賽 | 被降級至義乙作賽 | 被降級至義乙作賽 | 被降級至義乙作賽 | 被降級至義乙作賽 | 被降級至義乙作賽 | 馬西莫·加科米尼             | (甲級冠軍)      |
| 1979-80年 | 季軍      | 36               | 30               | 14               | 8                | 8                | 34               | 19               | 馬西莫·加科米尼             | 國際米蘭        |
| 1978-79年 | 冠軍      | 44               | 30               | 17               | 10               | 3                | 46               | 19               | 尼爾斯·利德霍爾姆           | (第10次)        |
| 1977-78年 | 第4名     | 37               | 30               | 12               | 13               | 5                | 38               | 25               | 尼爾斯·利德霍爾姆           |                 |
| 1976-77年 | 第10名    | 27               | 30               | 5                | 17               | 8                | 37               | 30               | 朱塞佩·馬其奧羅             |                 |
| 1975-76年 | 季軍      | 38               | 30               | 15               | 8                | 7                | 42               | 28               | 基奧雲尼·查帕東尼           | 拖連奴          |
| 1974-75年 | 第5名     | 36               | 30               | 12               | 12               | 6                | 37               | 22               | 古斯塔沃·加格諾尼           |                 |
| 1973-74年 | 第7名     | 30               | 30               | 11               | 8                | 11               | 34               | 36               | 基奧雲尼·查帕東尼           |                 |
| 1972-73年 | 亞軍      | 44               | 30               | 18               | 8                | 4                | 65               | 33               |                             |                 |
| 1971-72年 | 亞軍      | 42               | 30               | 16               | 10               | 4                | 36               | 17               |                             |                 |
| 1970-71年 | 亞軍      | 42               | 30               | 15               | 12               | 3                | 54               | 26               |                             | 國際米蘭        |

## 米蘭
米蘭打吡是指共享同一主場的兩支米蘭球隊-AC米蘭和國際米蘭之間的比賽，由於兩支球隊都是非常成功的俱樂部，加上彼此都視對方為頭號競爭對手，所以令人關註，出場次數最多的球員是AC米蘭功勛隊長保羅·馬甸尼，進球最多的球員是AC米蘭安德烈·舒夫真高，執教最多的主教練是AC米蘭內裏奧·羅科。
目前兩隊之間的戰績如下，在意甲联赛中國際米蘭稍占上风，而在总场次上，AC米蘭占上風：

最近更新：2025年4月23日

|                 | AC米蘭勝 | 平 | 國際米蘭勝 | 總場次 | AC米蘭進球 | 國際米蘭進球 |
| 意甲            | 66       | 60 | 78         | 204    | 270        | 300          |
| 北方聯賽        | 1        | 0  | 1          | 2      | 3          | 3            |
| 意大利杯        | 11       | 9  | 9          | 29     | 38         | 28           |
| 意大利超級杯    | 2        | 0  | 1          | 3      | 5          | 6            |
| 冠軍杯/冠軍聯賽 | 2        | 2  | 2          | 6      | 6*         | 4            |
| 正式比賽        | 82       | 71 | 91         | 244    | 322*       | 341          |
| 其他比賽        | 36       | 11 | 24         | 71     | 155        | 124          |
| 總計            | 118      | 82 | 115        | 315    | 477*       | 465          |

* 2004-2005賽季歐冠首回合米蘭德比統計為歐足聯判定米蘭進球數3，實際進球數為1

## 球員名單（2025-2026賽季）
1. 球員編號參照 官方網站 （页面存档备份，存于）
2. 粗體字為新加盟球員（青年隊（英语：AC Milan Youth Sector）提升不計）。
3. 者為傷患球員。
4. 取消共有球員制。
5. 2025年夏季轉會窗（英语：List of Italian football transfers summer 2025）：6月1日至10日，6月16日至9月1日。

### 目前效力
| 號碼  | 國籍     | 球員                                 | 位置     | 年齡  | 加盟年份 | 前屬球會     | 轉會費      |       |
| 門 將 | 門 將    | 門 將                                | 門 將    | 門 將 | 門 將    | 門 將        | 門 將       | 門 將 |
| ----- | -------- | ------------------------------------ | -------- | ----- | -------- | ------------ | ----------- | ----- |
| 1     | 義大利   | （Pietro Terracciano）               | 門將     | 35    | 2025     | 費倫天拿     | 自由轉會    |       |
| 16    | 法國     | （Mike Maignan）                     | 門將     | 30    | 2021     | 里爾         | 1,300萬歐元 |       |
| 96    | 義大利   | （Lorenzo Torriani）                 | 門將     | 20    | 2024     | AC米蘭青年隊 | 青年隊提升  |       |
| 後 衛 |          |                                      |          |       |          |              |             |       |
| 2     | 厄瓜多尔 | （Pervis Estupiñán）                 | 左閘     | 27    | 2025     | 白禮頓       | 1,700萬歐元 |       |
| 5     | 比利时   | （Koni De Winter）                   | 中堅     | 23    | 2025     | 熱拿亞       | 1,800萬歐元 |       |
| 20    | 西班牙   | （Álex Jiménez）                     | 右閘     | 20    | 2023     | 皇家馬德里B  | 500萬歐元   |       |
| 23    | 英格兰   | （Fikayo Tomori）                    | 中堅     | 27    | 2021     | 切尔西       | 2,920萬歐元 |       |
| 24    | 瑞士     | （Zachary Athekame）                 | 右閘     | 20    | 2025     | 年青人       | 1,000萬歐元 |       |
| 31    | 塞尔维亚 | （Strahinja Pavlović）               | 中堅     | 24    | 2024     | 薩爾斯堡紅牛 | 1,800萬歐元 |       |
| 33    | 義大利   | 达维德·巴特萨吉（Davide Bartesaghi） | 左閘     | 19    | 2023     | AC米蘭青年隊 | 青年隊提升  |       |
| 46    | 義大利   | （Matteo Gabbia）                    | 中堅     | 25    | 2017     | AC米蘭青年隊 | 青年隊提升  |       |
| 中 場 |          |                                      |          |       |          |              |             |       |
| 4     | 義大利   | （Samuele Ricci）                    | 防守中場 | 23    | 2025     | 拖連奴       | 2,300萬歐元 |       |
| 8     | 英格兰   | 魯賓·（Ruben Loftus-Cheek）          | 正中場   | 29    | 2023     | 切尔西       | 1,600萬歐元 |       |
| 11    | 美国     | （Christian Pulisic）                | 右翼     | 26    | 2023     | 切尔西       | 2,000萬歐元 |       |
| 14    | 克罗地亚 | （Luka Modrić）                      | 正中場   | 39    | 2025     | 皇家马德里   | 自由轉會    |       |
| 19    | 法國     | （Youssouf Fofana）                  | 防守中場 | 26    | 2024     | 摩納哥       | 2,000萬歐元 |       |
| 30    | 瑞士     | （Ardon Jashari）                    | 正中場   | 23    | 2025     | 布鲁日       | 3,400萬歐元 |       |
| 56    | 比利时   | （Alexis Saelemaekers）              | 右翼     | 26    | 2020     | 安德列治     | 350萬歐元   |       |
| 80    | 美国     | （Yunus Musah）                      | 正中場   | 22    | 2023     | 巴伦西亚     | 2,000萬歐元 |       |
| 前 鋒 |          |                                      |          |       |          |              |             |       |
| 7     | 墨西哥   | （Santiago Giménez）                 | 中鋒     | 24    | 2025     | 飛燕諾       | 3,200萬歐元 |       |
| 10    | 葡萄牙   | 拉斐尔·萊奧（Rafael Leão）               | 左翼     | 26    | 2019     | 里爾         | 3,000萬歐元 |       |
| 21    | 奈及利亞 | （Samuel Chukwueze）                 | 右翼     | 26    | 2023     | 維拉利爾     | 2,000萬歐元 |       |
| 22    | 奈及利亞 | （Victor Boniface）                  | 中鋒     | 24    | 2025     | 利華古遜     | 租借        |       |

為此隊的隊長。

1. ↑  另浮動條款200萬歐元
2. ↑  另浮動條款200萬歐元
3. ↑  租借一季(23/24)後買斷
4. ↑  租借下半季(20/21)後買斷，租借費200萬歐元
5. ↑  另浮動條款10%
6. ↑  另浮動條款200萬歐元
7. ↑  另浮動條款500萬歐元
8. ↑  另浮動條款300萬歐元
9. ↑  租借下半季(19/20)後買斷，租借費350萬歐元
10. ↑  另浮動條款200萬歐元
11. ↑  另浮動條款300萬歐元
12. ↑  另浮動條款800萬歐元
13. ↑  另浮動條款3000萬歐元

### 米蘭未來隊球員
1. 以下為米蘭未來隊（英语：Milan Futuro）球員

| 號碼 | 國籍       | 球員                | 位置       | 年齡 | 加盟年份 | 前屬球會     | 轉會費      |
| ---- | ---------- | ------------------- | ---------- | ---- | -------- | ------------ | ----------- |
| 4    | 阿尔及利亚 | （Ismaël Bennacer） | 防守中場   | 27   | 2019     |              | 1,600萬歐元 |
| 7    | 法國       | （Yacine Adli）     | 攻中       | 25   | 2022     | 波尔多       | 800萬歐元   |
| 27   | 比利时     | （Divock Origi）    | 中鋒／翼鋒 | 30   | 2022     | 利物浦       | 自由轉會    |
| 70   | 科特迪瓦   | （Chaka Traorè）    | 翼鋒       | 20   | 2021     | 帕爾馬青年隊 | 60萬歐元    |

### 外借球員
| 號碼             | 國籍             | 球員                                   | 位置             | 年齡             | 加盟年份         | 外借球會         | 外借球季         |
| 2025年夏季轉會窗 | 2025年夏季轉會窗 | 2025年夏季轉會窗                       | 2025年夏季轉會窗 | 2025年夏季轉會窗 | 2025年夏季轉會窗 | 2025年夏季轉會窗 | 2025年夏季轉會窗 |
| ---------------- | ---------------- | -------------------------------------- | ---------------- | ---------------- | ---------------- | ---------------- | ---------------- |
| 7                | 西班牙           | （Álvaro Morata）                      | 中鋒             | 32               | 2024             | 科莫             | 25/26球季        |
| 18               | 義大利           | （Kevin Zeroli）                       | 中場             | 20               | 2023             | 蒙沙             | 25/26球季        |
| 29               | 義大利           | （Lorenzo Colombo）                    | 中鋒             | 23               | 2020             | 熱拿亞           | 25/26球季        |
| 32               | 義大利           | （Tommaso Pobega）                     | 中場             | 26               | 2018             | 博洛尼亞         | 25/26球季        |
| 38               | 法國             | （Warren Bondo）                       | 正中場           | 21               | 2025             | 克雷莫納         | 25/26球季        |
| 42               | 義大利           | 菲利波·特拉恰諾（Filippo Terracciano） | 右閘             | 22               | 2024             | 克雷莫納         | 25/26球季        |
| 73               | 義大利           | （Francesco Camarda）                  | 中鋒             | 17               | 2023             | 萊切             | 25/26球季        |
| 2026年冬季轉會窗 |                  |                                        |                  |                  |                  |                  |                  |

1. ↑  另浮動條款1,000萬歐元
2. ↑  另浮動條款1,000萬歐元
3. ↑  另浮動條款800萬歐元
4. ↑  另浮動條款500萬歐元

### 離隊球員
1. 『*』為先租出一季或半季後售出／自由轉會。

| 號碼             | 國籍             | 球員                    | 位置             | 年齡             | 加盟年份         | 加盟球會         | 轉會費           |
| 2025年夏季轉會窗 | 2025年夏季轉會窗 | 2025年夏季轉會窗        | 2025年夏季轉會窗 | 2025年夏季轉會窗 | 2025年夏季轉會窗 | 2025年夏季轉會窗 | 2025年夏季轉會窗 |
| ---------------- | ---------------- | ----------------------- | ---------------- | ---------------- | ---------------- | ---------------- | ---------------- |
| 2                | 義大利           | （Davide Calabria）     | 右后卫           | 28               | 2015             | 彭拿典奈高斯     | 自由轉會         |
| 9                | 塞尔维亚         | （Luka Jović）          | 中鋒             | 27               | 2023             | AEK雅典          | 自由轉會         |
| 14               | 荷兰             | （Tijjani Reijnders）   | 正中場           | 27               | 2023             | 曼城             | 5,770萬歐元      |
| 17               | 瑞士             | （Noah Okafor）         | 中鋒             | 25               | 2023             | 列斯聯           | 1,900萬歐元      |
| 19               | 法國             | （Theo Hernández）      | 左閘             | 27               | 2019             |                  | 2,500萬歐元      |
| 20               | 法國             | （Pierre Kalulu）       | 中后卫           | 25               | 2020             |                  | 1,430萬歐元*     |
| 22               | 巴西             | （Emerson Royal）       | 右閘             | 26               | 2024             |                  | 900萬歐元        |
| 22               | 塞尔维亚         | （Marko Lazetić）       | 中鋒             | 21               | 2022             | 鴨巴甸           | 自由轉會         |
| 24               | 義大利           | （Alessandro Florenzi） | 右閘             | 34               | 2021             | 自由身           | 自由轉會         |
| 28               | 德国             | （Malick Thiaw）        | 中堅             | 24               | 2022             | 紐卡素           | 3500萬歐元       |
| 31               | 阿根廷           | （Marco Pellegrino）    | 中后卫           | 23               | 2023             | 博卡青年         | 350萬歐元        |
| 32               | 英格兰           | （Kyle Walker）         | 右閘             | 35               | 2025             | 曼城             | 租借结束         |
| 57               | 義大利           | （Marco Sportiello）    | 門將             | 33               | 2023             | 阿特蘭大         | 100萬歐元        |
| 69               | 義大利           | （Lapo Nava）           | 門將             | 21               | 2023             | 克雷莫納         | 自由轉會         |
| 77               | 哥伦比亚         | （Devis Vásquez）       | 門將             | 27               | 2023             | 羅馬             | 自由轉會         |
| 79               | 葡萄牙           | （João Félix）          | 輔鋒             | 25               | 2025             | 切尔西           | 租借结束         |
| 90               | 英格兰           | （Tammy Abraham）       | 中鋒             | 27               | 2024             | 羅馬             | 租借结束         |
| 99               | 義大利           | （Riccardo Sottil）     | 左翼             | 26               | 2025             | 費倫天拿         | 租借结束         |

1. ↑  另浮動條款1,400萬歐元
2. ↑  另浮動條款200萬歐元
3. ↑  另浮動條款500萬歐元
4. ↑  另浮動條款300萬歐元
5. ↑  另浮動條款100萬歐元
6. ↑  另浮動條款500萬歐元
7. ↑  另浮動條款20%

## 著名球员
- 只記錄聯賽及歐洲賽出場數多於50
- ‘*’曾獲得世界足球先生
- ‘^’曾獲得歐洲足球先生（金球獎）

二战前
- 吉尔平（Herbert Kilpin，1900-07）

1940年代
- （Gunnar Nordahl，1949-56）
- （Nils Liedholm，1949-61）

1950年代
- （Cesare Maldini，1954-66）
- 斯奇亚菲诺（英语：Juan Alberto Schiaffino）（Juan Schiaffino，1954-60）
- 特拉帕托尼（Giovanni Trapattoni，1957-71）

1960年代
- （Gianni Rivera，1960-79）

1970年代
- （Fabio Capello，1976-80）
- 巴雷西（Franco Baresi，1978-96）

1980年代
- （Mauro Tassotti，1980-97）
- （Paolo Maldini，1984-2009）
- （Alessandro Costacurta，1986，1987-2007）
- （Daniele Massaro，1986-88，89-95）
- 加利（Giovanni Galli，1986-90）
- 斯特羅帕（Giovanni Stroppa，1986-91，94-95）
- （Roberto Donadoni，1986-96，97-99）
- 科隆博（Angelo Colombo，1987-90）
- （Carlo Ancelotti，1987-92）
- ^（Marco van Basten，1987-92）
- ^*（Ruud Gullit，1987-93，94）
- （Frank Rijkaard，1988-93）
- （Demetrio Albertini，1988-2002）
- 富塞尔（Diego Fuser，1989-90，91-92）
- （Marco Simone，1989-97，2001-02）
- 帕扎格利（Andrea Pazzagli，1989-91）

1990年代
- （Sebastiano Rossi，1990-2002）
- ^（Jean-Pierre Papin，1992-94）
- 伦蒂尼（Gianluigi Lentini，1992-96）
- 埃拉尼奧（Stefano Eranio，1992-97）
- （Dejan Savićević，1992-98）
- （Zvonimir Boban，1992-2001）
- （Christian Panucci，1993-97）
- （Marcel Desailly，1993-98）
- （Paolo Di Canio，1994-96）
- ^*（Roberto Baggio，1995-97）
- （Massimo Ambrosini，1995-2013）
- ^*（George Weah，1995-2000）
- （Francesco Coco，1995-2002）
- （Leonardo，1997-2001，2002-03）
- （Ibrahim Bá，1997-2003，07-08）
- 古格列明皮埃特羅（Andrés Guglielminpietro，1998-2001）
- （Oliver Bierhoff, 1998-2001）
- 薩拉（Luigi Sala，1998-2001）
- 岡茨（Maurizio Ganz，1998-2001）
- （Thomas Helveg，1998-2003）
- 吉恩蒂（Federico Giunti，1999-2001）
- （Christian Abbiati，1998-2016）
- ^（Andriy Shevchenko，1999-06，2008-09）
- （Serginho，1999-2008）
- （Gennaro Gattuso，1999-2012）

2000年代
- 迪達（Dida，2000-01，02-10）
- 查莫特（José Chamot，2000-03）
- （José Mari，2000-03）
- （Roque Júnior，2000-04）
- （Martin Laursen，2001-04）
- （Cristian Brocchi，2001-05，06-08）
- （Manuel Rui Costa，2001-06）
- （Kakhaber Kaladze，2001-09）
- （Andrea Pirlo，2001-11）
- （Filippo Inzaghi，2001-12）
- （Jon Dahl Tomasson，2002-05）
- （Marco Borriello，2002-07，08-10）
- （Dario Simic，2002-08）
- （Alessandro Nesta，2002-12）
- （Clarence Seedorf，2002-12）
- （Ignazio Abate，2003-04，09-19）
- 潘卡羅（Giuseppe Pancaro，2003-05）
- （Cafu，2003-08）
- 卡卡^*（Kaká，2003-09，2013-14）
- （Jaap Stam，2004-06）
- （Alberto Gilardino，2005-08）
- （Zeljko Kalac，2005-09）
- （Marek Jankulovski，2005-11）
- （Luca Antonelli，2006-08，15-18）
- （Yoann Gourcuff，2006-09）
- （Giuseppe Favalli，2006-10）
- （Daniele Bonera，2006-15）
- （Massimo Oddo，2007-12）
- （Alexandre Pato，2007-13）
- 大衛·碧咸 （David Beckham, 2008-10）
- ^*（Ronaldinho，2008-11）
- （Gianluca Zambrotta，2008-12）
- 弗拉米尼（Mathieu Flamini，2008-13）
- 安东尼尼（Luca Antonini，2008-13）
- （Thiago Silva，2009-12）

2010年代
- （Zlatan Ibrahimovic，2010-12，19-23）
- （Kevin-Prince Boateng，2010-13，16）
- （Robinho，2010-15）
- （Mark van Bommel，2011-12）
- （Urby Emanuelson，2011-13，13-14）
- （Stephan El Shaarawy，2011-16）
- （Philippe Mexès，2011-16）
- （Antonio Nocerino，2011-16）
- 德西利奥（Mattia De Sciglio，2011-17）
- （Kévin Constant，2012-14）
- （Sulley Muntari，2012-15）
- （Giampaolo Pazzini，2012-15）
- （Nigel de Jong，2012-16）
- （M'Baye Niang，2012-18）
- （Cristian Zapata，2012-19）
- （Riccardo Montolivo，2012-19）
- （Mario Balotelli，2013-14，15-16）
- （Andrea Poli，2013-17）
- 本田圭佑（Keisuke Honda，2014-17）
- （Giacomo Bonaventura，2014-20）
- （Davide Calabria，2015-）
- 蘇素（Suso，2015-16，16-20）
- （Juraj Kucka，2015-17）
- 巴卡（Carlos Bacca，2015-18）
- （Andrea Bertolacci，2015-19）
- （Gianluigi Donnarumma，2015-21）
- （Alessio Romagnoli，2015-22）
- 加比亚（Matteo Gabbia，2017-）
- （Leonardo Bonucci，2017-18）
- （Lucas Biglia，2017-20）
- （Fabio Borini，2017-20）
- （Ricardo Rodríguez，2017-20）
- （Mateo Musacchio，2017-21）
- （Hakan Çalhanoğlu，2017-21）
- （Franck Kessié，2017-22）
- （Andrea Conti，2017-22）
- （Tiemoué Bakayoko，2018-19，21-23）
- （Samu Castillejo，2018-22）
- （Ismaël Bennacer，2019-）
- （Theo Hernández，2019-25）
- （Rafael Leão，2019-）
- （Ante Rebić，2019-23）
- （Rade Krunic，2019-24）

2020年代
- （Sandro Tonali，2020-23）
- （Brahim Díaz，2020-23）
- （Alexis Saelemaekers，2020-23，24）
- （Simon Kjær，2020-24）
- （Pierre Kalulu，2020-24）
- （Fikayo Tomori，2021-）
- （Mike Maignan，2021-）
- （Alessandro Florenzi，2021-）
- （Junior Messias，2021-24）
- （Olivier Giroud，2021-24）
- （Malick Thiaw，2022-）
- （Ruben Loftus-Cheek，2023-）
- （Tijjani Reijnders，2023-25）
- （Samuel Chukwueze，2023-）
- （Noah Okafor，2023-）
- （Yunus Musah，2023-）
- （Christian Pulisic，2023-）
- （Kyle Walker，2025）
- （João Félix，2025）

## 战后历任主教练
| 姓名                                    | 国籍          | 年份      | 任期荣誉 |
| --------------------------------------- | ------------- | --------- | --- |
| 阿道夫·巴隆切里（Adolfo Baloncieri）    | 義大利        | 1945–46   | |
| 朱塞佩·比格诺（Giuseppe Bigogno）       | 義大利        | 1946–49   | |
| 拉约斯·塞吉勒（Lajos Czeizler）         | 匈牙利        | 1949–52   | 1950–51 甲組聯賽冠军 |
| 古纳·格伦（Gunnar Gren）                | 瑞典          | 1952      | |
| 马里奥·斯皮罗内（Mario Sperone）        | 義大利        | 1952–53   | |
| 贝拉·古特曼（Béla Guttmann）            | 匈牙利        | 1953–54   | |
| 安东尼奥·布西尼（Antonio Busini）       | 義大利        | 1954      | |
| 赫柯托·普里切里（Hector Puricelli）     | 乌拉圭        | 1954–56   | 1954–55 甲組聯賽冠军 |
| 朱塞佩·维亚尼（Giuseppe Viani）         | 義大利        | 1957–60   | 1956–57，1958–59 甲組聯賽冠军                                                                                                 |
| 保罗·托德斯齐尼（Paolo Todeschini）     | 義大利        | 1960–61   | |
| 内雷奥·罗科（Nereo Rocco）              | 義大利        | 1961–63   | 1961–62 甲組聯賽冠军 1962–63 歐洲冠軍球會盃冠军                                                                               |
| 路易斯·卡尔尼利亚（Luis Carniglia）     | 阿根廷        | 1963–64   | |
| （Nils Liedholm）                       | 瑞典          | 1963–66   | |
| （Giovanni Cattozzo）                   | 義大利        | 1966      | |
| 阿杜诺·希尔维斯特里（Arturo Silvestri） | 義大利        | 1966–67   | |
| 内雷奥·罗科（Nereo Rocco）              | 義大利        | 1967–73   | 1967–68 甲組聯賽冠军 1966–67，1971–72，1972–73 意大利盃冠军 1968–69 歐洲冠軍球會盃冠军 1967–68，1972–73 冠军 1969 洲際盃冠軍  |
| （Cesare Maldini）                      | 義大利        | 1973–74   | |
| （Giovanni Trapattoni）                 | 義大利        | 1974      | |
| 古斯塔沃·加格诺尼（Gustavo Giagnoni）   | 義大利        | 1974–75   | |
| 内雷奥·罗科（Nereo Rocco）              | 義大利        | 1975      | |
| 保罗·巴里松（Paolo Barison）            | 義大利        | 1975-76   | |
| （Giovanni Trapattoni）                 | 義大利        | 1976      | |
| 朱塞佩·马其奥罗（Giuseppe Marchioro）   | 義大利        | 1976–77   | 1976–77 意大利盃冠军 |
| 内雷奥·罗科（Nereo Rocco）              | 義大利        | 1977      | |
| （Nils Liedholm）                       | 瑞典          | 1977–79   | 1978–79 甲組聯賽冠军 |
| 马西莫·加科米尼（Massimo Giacomini）    | 義大利        | 1979–81   | |
| 伊塔洛·加尔比亚蒂（Italo Galbiati）     | 義大利        | 1981      | |
| 路易吉·拉迪切（Luigi Radice）           | 義大利        | 1981–82   | |
| 伊塔洛·加尔比亚蒂（Italo Galbiati）     | 義大利        | 1982      | |
| 弗朗西斯科·扎加蒂（Francesco Zagatti）  | 義大利        | 1982      | |
| （Ilario Castagner）                    | 義大利        | 1982–84   | |
| 伊塔洛·加尔比亚蒂（Italo Galbiati）     | 義大利        | 1984      | |
| （Nils Liedholm）                       | 瑞典          | 1984–87   | |
| （Fabio Capello）                       | 義大利        | 1987      | |
| （Arrigo Sacchi）                       | 義大利        | 1987–91   | 1987–88 甲組聯賽冠军 1988 意大利超级盃冠军 1988–89，1989–90 歐洲冠軍球會盃冠军 1989，1990 冠军 1989，1990 冠军                |
| （Fabio Capello）                       | 義大利        | 1991–96   | 1991–92，1992–93，1993–94，1995–96 甲組聯賽冠军 1992，1993，1994 意大利超级盃冠军 1993–94 歐洲聯賽冠軍盃冠军 1994 冠军        |
| 奥斯卡·塔巴雷斯（Oscar Tabárez）        | 乌拉圭        | 1996      | |
| 乔治·莫里尼（Giorgio Morini）           | 義大利        | 1996–97   | |
| （Arrigo Sacchi）                       | 義大利        | 1997      | |
| （Fabio Capello）                       | 義大利        | 1997–98   | |
| （Alberto Zaccheroni）                  | 義大利        | 1998–01   | 1998–99 甲組聯賽冠军 |
| （Cesare Maldini） （Mauro Tassotti）   | 義大利        | 2001      | |
| 菲迪·泰廉（Fatih Terim）                | 土耳其        | 2001      | |
| （Carlo Ancelotti）                     | 義大利        | 2001–09   | 2003–04 甲組聯賽冠军 2002–03 意大利盃冠军 2004 意大利超级盃冠军 2002–03，2006–07 歐洲聯賽冠軍盃冠军 2003，2007 冠军 2007 冠军 |
| （Leonardo Araújo）                     | 巴西          | 2009–2010 | |
| 艾歷尼（Massimiliano Allegri）          | 義大利        | 2010–2014 | 2010–2011 意甲联赛冠军 2011 意大利超级盃冠军                                                                                  |
| 施多夫（Clarence Clyde Seedorf）        | 荷兰          | 2014      | |
| 恩沙基（Filippo Inzaghi）               | 義大利        | 2014–2015 | |
| 米哈伊洛維奇（Siniša Mihajlović）       | 塞尔维亚      | 2015–2016 | |
| 克里斯蒂安·布罗基（Cristian Brocchi）   | 義大利        | 2016      | |
| 文森佐·蒙特拉（Vincenzo Montella）      | 義大利        | 2016–2017 | 2016 意大利超级盃冠军 |
| 詹拿路·加度素（Gennaro Gattuso）        | 義大利        | 2017–2019 | |
| 马尔科·詹保罗 (Marco Giampaolo)         | 瑞士 · 義大利 | 2019      | |
| 斯蒂法諾·皮奧利（Stefano Pioli）        | 義大利        | 2019–2024 | 2021-22 義甲聯賽冠軍 |
| 保羅·豐塞卡（Paulo Fonseca）            | 葡萄牙        | 2024      | |
| （Sérgio Conceição）                    | 葡萄牙        | 2024–2025 | 2024 意大利超级盃冠军 |
| 艾歷尼（Massimiliano Allegri）          | 義大利        | 2025–     | |

## 俱乐部荣誉

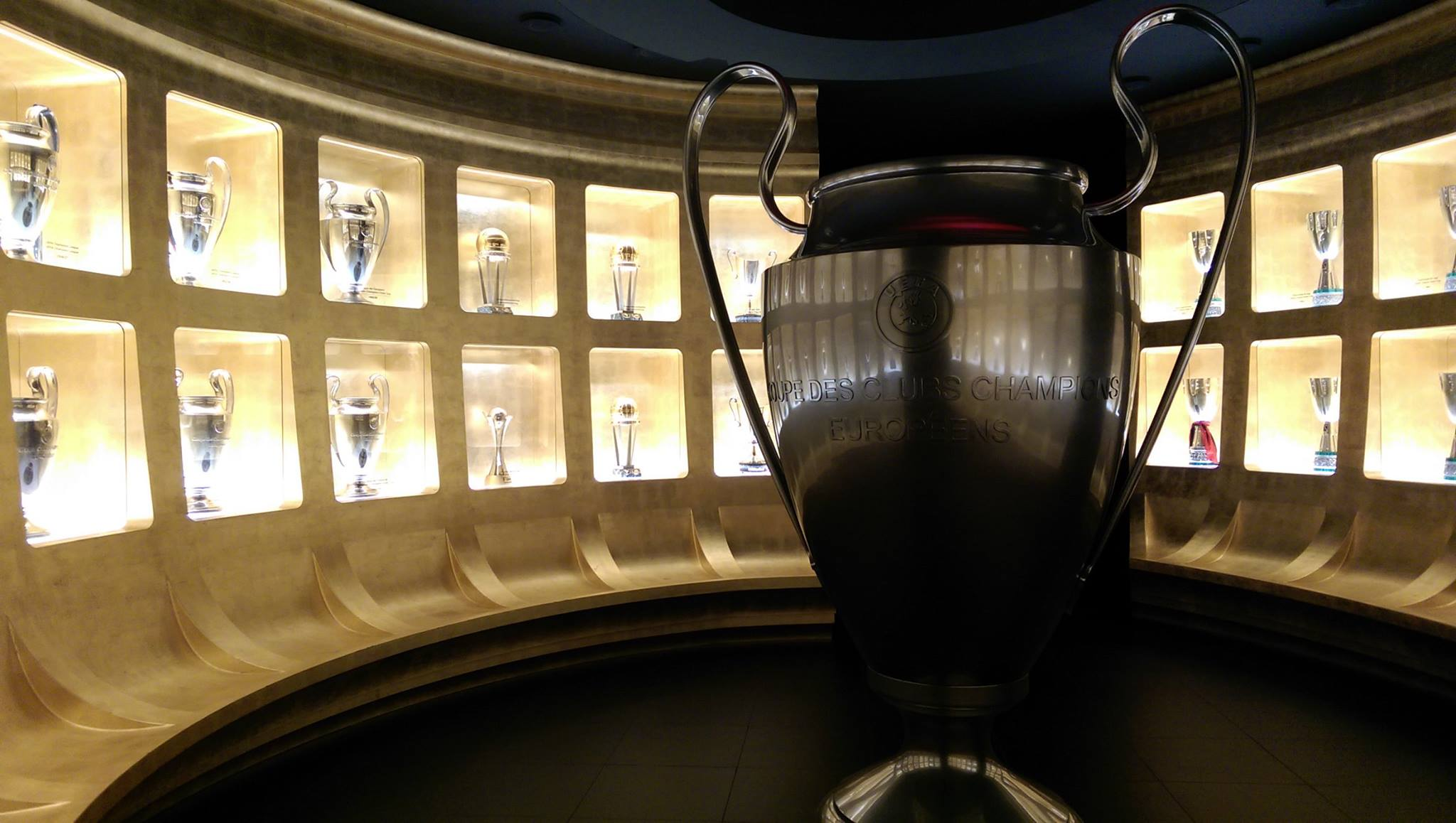
俱乐部博物馆

更新日期：2025年1月7日
|      | 賽事                          | 獲獎年份 |
| ---- | ----------------------------- | --- |
| 國内 | 意大利足球甲级联赛冠軍 (19次) | 1901年, 1906年, 1907年, 1950-51年, 1954-55年, 1956-57年, 1958-59年, 1961-62年, 1967-68年, 1978-79年, 1987-88年, 1991-92年, 1992-93年, 1993-94年, 1995-96年, 1998-99年, 2003-04年, 2010-11年, 2021-22年 |
| 國内 | 意大利足球乙级联赛冠軍 (2次)  | 1980–81年、1982–83年 |
| 國内 | 意大利盃冠軍 (5次)            | 1966-67年, 1971-72年, 1972-73年, 1976-77年, 2002-03年 |
| 國内 | 意大利超級盃冠軍 (8次)        | 1988年、1992年、1993年、1994年、2004年、2011年、2016年、2024年 |
| 歐洲 | /冠軍 (7次)                   | 1962-63年 2-1 胜 本菲卡 1968-69年 4-1 胜 阿贾克斯 1988-89年 4-0 胜 布加勒斯特星队 1989-90年 1-0 胜 本菲卡 1993-94年 4-0 胜 巴塞罗那 2002-03年 0-0 (十二碼 3-2) 胜 尤文图斯 2006-07年 2-1 胜 利物浦     |
| 歐洲 | 歐洲超級盃冠軍 (5次)          | 1989年 2-1 勝 巴塞羅那 1990年 3-1 勝 桑普多利亞 1994年 2-0 勝 阿森納 2003年 1-0 勝 波圖 2007年 3-1 勝 西維爾                                                                                           |
| 歐洲 | 歐洲盃賽冠軍盃冠軍 (2次)      | 1967-68年 2-0 胜 汉堡 1972-73年 1-0 胜 利兹联 |
| 國際 | 洲際盃(豐田盃)冠軍 (3次)      | 1969年 4-2 勝 1989年 1-0 勝 1990年 3-0 勝 奧林匹亞 |
| 國際 | 世俱杯冠軍 (1次)              | 2007年 4-2 勝 小保加 |
| 國際 | 拉丁盃冠軍 (2次)              | 1951年 5-0 勝 1956年 2-1 勝 |
| 國際 | 米杜柏盃冠軍 (1次)            | 1981-82年 |

## 球队记录
更新日期：2019年12月22日
- 主场获胜最悬殊比赛：1951年2月18日对巴勒莫队，9比0。
- 客场获胜最悬殊比赛：1955年6月5日对热那亚队，8比0。
- 主场失利最悬殊比赛：1997年4月6日对尤文图斯队，1比6。
- 客场失利最悬殊比赛：1998年5月3日对罗马队、2019年12月22日對亞特蘭大队，0比5。
- 连胜场次最多：1950–51赛季第21–30轮，共10场。
- 客场连胜场次最多：1992–93赛季第2、4、5、7、9、11、14、16轮，共8场。
- 连续不败场次最多：1990–91赛季第34轮至1992–93赛季第23轮，共58场。其中39胜19平。
- 客场连续不败场次最多：1991–92赛季至1993–94赛季第8轮，共38场。其中19胜19平。
- 连续不胜场次最多：1929–30赛季第16–26轮、76–77赛季第18–28轮、83–84赛季第17–27轮，各11场。
- 连败场次最多：1973–74赛季第20–24轮，共5场。
- 获胜场次最多的赛季：2005–06赛季，共28场。
- 客场获胜场次最多的赛季：1963–64赛季，共11场。
- 失利场次最少的赛季：1991–92赛季，单赛季不败。
- 获胜场次最少的赛季：1957–58赛季，9场。
- 进球最多的赛季：1949–50赛季，38场比赛共进118球。
- 进球最少的赛季：1966–67和1993–94赛季，各36球。
- 失球最少的赛季：1987–88赛季，30场比赛只失14球。
- 失球最多的赛季：1932–33赛季，共62球。
- 连续不失球时间最长：，1993–94赛季第15–25轮中，929分钟。
- 联赛进球最多的球员：贡纳尔·努达尔，257场进210球。
- 联赛出场最多的球员：保罗·马尔蒂尼，648场。
- 参加欧洲赛事最多的球员：保罗·马尔蒂尼，168场。
- 参加国际比赛最多的球员：保罗·马尔蒂尼，126场。

## 58场不败记录
从1990-1991赛季第34轮至1992-1993赛季第23轮，AC米兰创造了史无前例的58场联赛不败记录，这一记录在欧洲名列第三。有意思的是，米兰创造的这个记录始于帕尔马，终于帕尔马。1993年3月21日，凭借“魔鬼终结者”阿斯普里拉的一记绝杀，帕尔马在客场力斩联赛中已经连续58场不败的AC米兰。 
| - 58场不败记录 - |                          |        |
| 日期             |                          | 终场分 |
| 91/05/19         | 巴厘 - AC米兰            | 2-1    |
| 91/05/26         | AC米兰 - 帕尔马 (01)     | 0-0    |
| 91/09/01         | 阿斯科利 - AC米兰 (02)   | 0-1    |
| 91/09/08         | AC米兰 - 卡利亚里 (03)   | 1-0    |
| 91/09/15         | 尤文图斯 - AC米兰 (04)   | 1-1    |
| 91/09/22         | AC米兰 - 佛罗伦萨 (05)   | 1-1    |
| 91/09/29         | AC米兰 - 热那亚 (06)     | 1-1    |
| 91/10/06         | 亚特兰大 - AC米兰 (07)   | 0-2    |
| 91/10/20         | AC米兰 - 帕尔马 (08)     | 2-0    |
| 91/10/27         | 巴厘 - AC米兰 (09)       | 0-1    |
| 91/11/03         | AC米兰 - 罗马 (10)       | 4-1    |
| 91/11/17         | 桑普多利亚 - AC米兰 (11) | 0-2    |
| 91/11/24         | AC米兰 - 克雷莫纳 (12)   | 3-1    |
| 91/12/01         | 国际米兰 - AC米兰 (13)   | 1-1    |
| 91/12/08         | AC米兰 - 都灵 (14)       | 2-0    |
| 91/12/15         | 拉齐奥 - AC米兰 (15)     | 1-1    |
| 92/01/05         | AC米兰 - 那不勒斯 (16)   | 5-0    |
| 92/01/12         | 维罗纳 - AC米兰 (17)     | 0-1    |
| 92/01/19         | AC米兰 - 福贾 (18)       | 3-1    |
| 92/01/26         | AC米兰 - 阿斯科利 (19)   | 4-1    |
| 92/02/02         | 卡利亚里 - AC米兰 (20)   | 1-4    |
| 92/02/09         | AC米兰- 尤文图斯 (21)    | 1-1    |
| 92/02/16         | 佛罗伦萨 - AC米兰 (22)   | 0-0    |
| 92/02/23         | 热那亚 - AC米兰 (23)     | 0-0    |
| 92/03/01         | AC米兰 - 亚特兰大 (24)   | 3-1    |
| 92/03/08         | 帕尔马 - AC米兰 (25)     | 1-3    |
| 92/03/15         | AC米兰 - 巴厘 (26)       | 2-0    |
| 92/03/29         | 罗马 - AC米兰 (27)       | 1-1    |
| 92/04/05         | AC米兰- 桑普多利亚 (28)  | 5-1    |
| 92/04/12         | 克雷莫纳 - AC米兰 (29)   | 1-1    |
| 91/04/18         | AC米兰 - 国际米兰 (30)   | 1-0    |
| 92/04/26         | 都灵 - AC米兰 (31)       | 2-2    |
| 92/05/03         | AC米兰 - 拉齐奥 (32)     | 2-0    |
| 92/05/10         | 那不勒斯 - AC米兰 (33)   | 1-1    |
| 92/05/17         | AC米兰 - 维罗纳 (34)     | 4-0    |
| 92/05/24         | 福贾 - AC米兰 (35)       | 2-8    |
| 92/09/06         | AC米兰 - 福贾 (36)       | 1-0    |
| 92/09/13         | 佩斯卡拉 - AC米兰 (37)   | 4-5    |
| 92/09/20         | AC米兰 - 亚特兰大 (38)   | 2-0    |
| 92/09/27         | 桑普多利亚 - AC米兰 (39) | 1-2    |
| 92/10/04         | 佛罗伦萨 - AC米兰 (40)   | 3-7    |
| 92/10/18         | AC米兰 - 拉齐奥 (41)     | 5-3    |
| 92/10/25         | 帕尔马 - AC米兰 (42)     | 0-2    |
| 92/11/01         | AC米兰 - 都灵 (43)       | 0-0    |
| 92/11/08         | 那不勒斯 - AC米兰 (44)   | 1-5    |
| 92/11/22         | AC米兰 - 国际米兰 (45)   | 1-1    |
| 92/11/29         | 尤文图斯 - AC米兰 (46)   | 0-1    |
| 92/12/06         | AC米兰 - 乌迪内斯 (47)   | 1-1    |
| 92/12/13         | AC米兰 - 安科那 (48)     | 2-0    |
| 93/01/03         | 罗马 - AC米兰 (49)       | 0-1    |
| 93/01/10         | AC米兰 - 卡利亚里 (50)   | 1-0    |
| 93/01/17         | 布雷西亚 - AC米兰 (51)   | 0-1    |
| 93/01/24         | AC米兰 - 热那亚 (52)     | 1-0    |
| 92/01/31         | 福贾 - AC米兰 (53)       | 2-2    |
| 93/02/07         | AC米兰 - 佩斯卡拉 (54)   | 4-0    |
| 93/02/14         | 亚特兰大 - AC米兰 (55)   | 1-1    |
| 93/02/28         | AC米兰 - 桑普多利亚 (56) | 4-0    |
| 93/03/07         | AC米兰 - 佛罗伦萨 (57)   | 2-0    |
| 93/03/14         | 拉齐奥 - AC米兰 (58)     | 2-2    |
| 93/03/21         | AC米兰 - 帕尔马          | 0-1    |

## “米兰实验室”

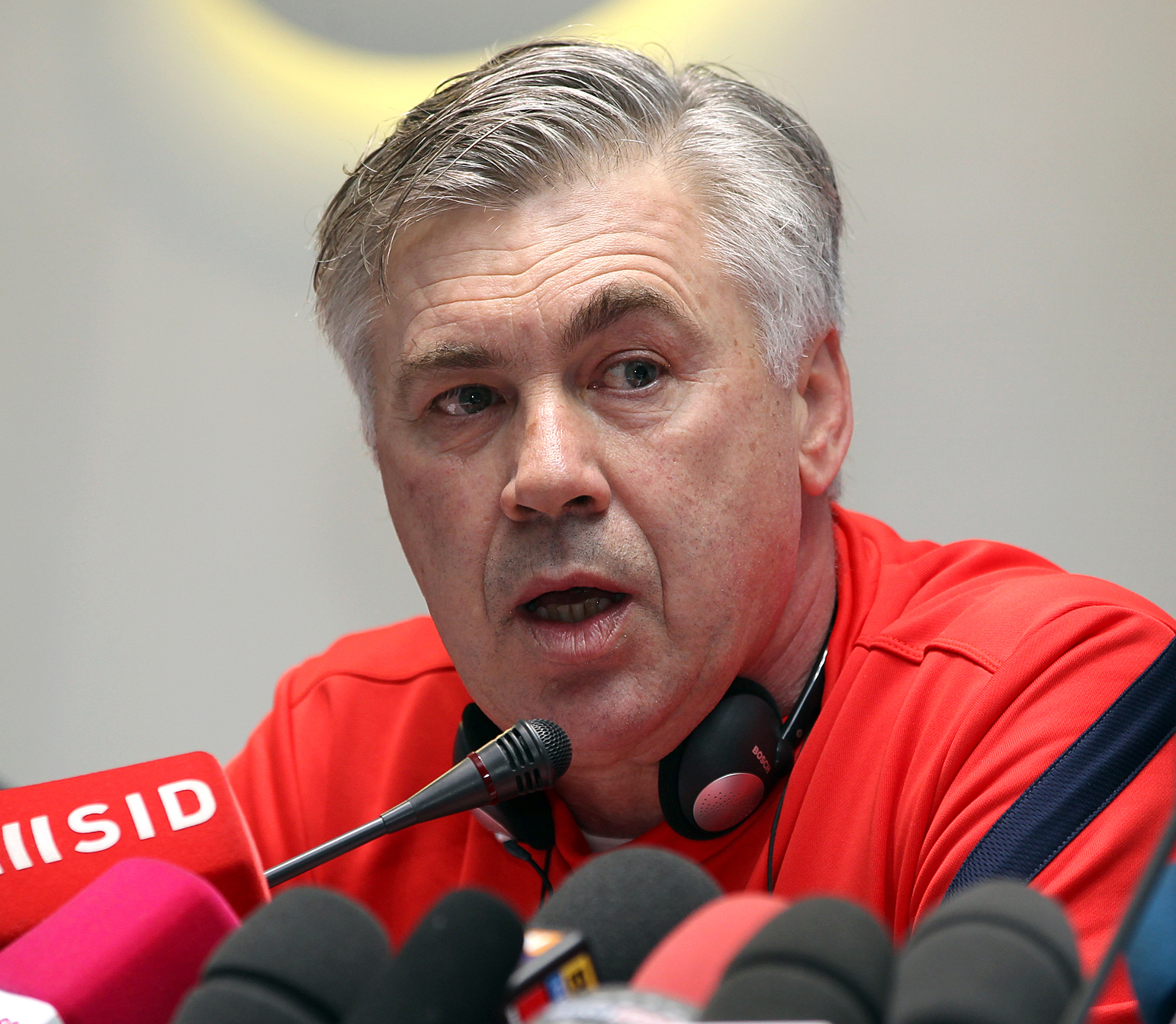
卡洛·安切洛蒂

进入20世纪以来，随着AC米兰成绩的起色，“米兰实验室”（Milan Lab）也跟着声名鹊起。“米兰实验室”是打造AC米兰的基础力量，这个集合了最先进运动研究和医疗的实验室，曾为AC米兰的安切洛蒂带来革命性的改变。
“米兰实验室”于2002年7月建立，内设一个专门监控及分析球员体能和比赛状态的电脑系统。球员每天的训练量、操练表现、饮食，甚至所穿球鞋等，全部记录在案。AC米兰教练团根据电脑的统计资料，了解球员的状态，借此更好地管理球员，避免伤病。现时AC米兰球员每10至15日，就要到实验室接受检查，更新数据。
当初，舒夫真高从AC米兰转投车路士，就经过了“米兰实验室”的检测。结果告诉安切洛蒂，乌克兰核弹头已过巅峰，是出售的最好机会。而碧咸被AC米兰接纳，也是经过了“米兰实验室”的许可。机能测试中，碧咸通过视力、牙齿等检验，他的肺活量也给出乐观的数据（高于一般的年轻队员）。在米兰，多达15位30岁以上的球员能继续出场，都得到了“米兰实验室”的合格报告。
“米兰实验室”其实仍在不断改善中，俱乐部每年拨款€2,500,000，让实验室添置器材及人手。另外，实验室还加建一个有盖仿真草球场，方便测试与收集数据。为配合未来实验室开放为民用，AC米兰已打算在附近兴建一间豪华酒店，方便旅客前来检查身体。

### 历届赞助商列表
| 时间          | 胸前广告        |
| ------------- | --------------- |
| 1899年-1981年 | 无              |
| 1981年-1982年 | Pooh jeans      |
| 1982年-1983年 | 日立（Hitachi） |
| 1983年-1984年 | Olio Cuore      |
| 1984年        | Retequattro     |
| 1984年-1985年 | Oscar Mondadori |
| 1985年-1987年 | Fotorex U-Bix   |
| 1987年-1992年 | Mediolanum      |
| 1992年-1994年 | Motta           |
| 1994年-2006   | Opel            |
| 2006年-2010年 | Bwin            |
| 2010年-       | Fly Emirates    |

| 时间          | 球衣赞助商         |
| ------------- | ------------------ |
| 1978年-1979年 | adidas             |
| 1979年-1980年 | adidas-Linea Milan |
| 1980年-1982年 | Linea Milan        |
| 1982年-1984年 | NR                 |
| 1984年-1985年 | Rolly Go           |
| 1985年-1986年 | Gianni Rivera      |
| 1986年-1990年 | Kappa              |
| 1990年-1993年 | adidas             |
| 1993年-1998年 | Lotto              |
| 1998年-2018年 | adidas             |
| 2018年-       | PUMA               |

## 外部連結
- 官方网站  （義大利語、英語和中文）
- AC米蘭 （页面存档备份，存于）在義大利甲組足球聯賽 （英語和義大利語）
- AC米蘭 （页面存档备份，存于）在UEFA
- 香港AC米蘭球迷會Facebook專頁